# 航天飞机 (美国)
太空梭（英語：Space Shuttle）又称太空梭，是美国国家航空航天局（NASA）於1981至2011年运作的近地轨道航天器系統，有一定重复使用空间，也是美國太空梭計劃的核心。太空梭是1969年美國太空運輸系統計劃方案中唯一获资助的项目，太空梭系統的正式名称繼承自該計劃，為“太空運輸系統”（Space Transportation System，简称STS）。
航天飞机在1981年起先後進行四次轨道测试飞行，首次為STS-1；到1982年开始执行正式的飞行任务，首次為STS-5。美国共制作五架完整的航天飞机轨道器（挑戰者號、哥倫比亞號、發現號、亞特蘭提斯號和奮進號），并在前后三十余年间执行135次任务，每次都是从佛罗里达州的肯尼迪航天中心起飞。除发射哈勃空间望远镜、多枚人造衛星和空间探测器外，航天飞机执行的任务还包括進行轨道科学实验，及参与国际空间站的建设和维护。航天飞机退役前的最後一次任務為2011年的STS-135，所有航天飞机的任务总时长为1322天19小时21分23秒。
航天飞机的部件包括：三个洛克达因RS-25发动机和兩个OMS發動機的轨道飞行器；一对可回收的固体火箭助推器；属消耗品、用于存放液氢和液氧的外储箱。航天飞机是可重复使用的航天器，两个固体火箭助推器和轨道器上由外储箱提供燃料的三个主发动机就像常规火箭一样并行操作。固体火箭助推器在航天器抵达轨道前分离；外储箱在即将入轨时分离；入轨机动由轨道器的两个轨道机动发动机完成。在任务完成后，轨道器将会启动轨道机动发动机脱离轨道并返回大气层。再入期间，轨道器会受到隔热瓦保护，最后经过滑行像太空飛機一样在跑道着陆。航天飞机大多数着陆点是佛罗里达州肯尼迪航天中心的航天飞机着陆设施或加利福尼亚州爱德华兹空军基地的罗杰斯干湖。轨道器在爱德华兹空军基地着陆后，会用波音747特别改装后的航天飞机运输飞机送回肯尼迪航天中心。
1976年制成的“企业号”是第一个轨道器，但并没有实际的轨道飞行能力，只能用于进近与着陆测试。起初建造的全功能轨道器共有四架，分别是“哥伦比亚号”、“挑战者号”、“发现号”和“亚特兰提斯号”，其中“挑战者号”和“哥伦比亚号”分因1986年和2003年的任务事故损毁，导致14名宇航员丧生。1991年，美国建造第五架可运作轨道器“奋进号”，用于代替“挑战者号”。2011年7月21日，“亚特兰提斯号”完成最后一次飞行任务后，航天飞机从此宣告全部退役。此后，美国长年依靠俄罗斯联盟号宇宙飞船将宇航员送上国际太空站，直至2020年5月30日的商业航天员计划首飞时止。

## 设计和发展

### 历史背景
美国空军在20世纪50年代提议用配备飞行员且可重复使用的滑翔器执行军事任务，如侦察、卫星攻击和空对地武器攻击等。50年代末，空军开始发展有一定重复使用空间的X-20试验机。1961年，空军同美国国家航空航天局在试验机项目合作并训练六名飞行员。由于开发成本不断上升，而且双子座计划更加优先，试验机项目于1963年12月取消。空军还曾于1957年开展研究，检测是否能重复使用助推器，这些研究成为航空航天飞机的基石。1962至1963年的初步设计阶段尚未涉及能完全重复使用的航天器。:162–163
美国国家航空航天局还从20世纪50年代初开始同空军合作开发舉升體，测试主要通过机身而非机翼产生升力的飞行器，测试项目包括M2-F1、M2-F2、M2-F3、HL-10，以及X-24A和X-24B试验机。项目测试的空气动力学特征后来纳入航天飞机设计，如高空高速无动力着陆等。:142:16–18

### 设计过程
1966年9月，美国国家航空航天局和空军发布联合研究结论，为满足将来需求研发的新型航天器最好能够实现部分再利用来节省成本:164。1968年8月10日，航空航天局载人航天办主任乔治·穆勒宣布可重复使用航天飞机计划，之后又为发射与再入综合航天器设计发布需求建议书，这种综合航天器后来发展成航天飞机。航空航天局宣布不会根据初步建议择优签约，而是分阶段承包航天飞机开发。第一阶段要求竞标的航天公司完成研究；第二阶段是两家承包商竞争特定合同；第三阶段涉及航天器部件细节设计，第四阶段才是航天器制作。:19–22
1968年12月，航空航天局成立航天飞机任务组负责确定可重复使用航天器的最佳设计，通用动力、洛克希德公司、麦克唐纳-道格拉斯公司和北美罗克韦尔拿到研究合同。1969年7月，航天飞机任务组发布报告，认为航天飞机可用于短期载人飞行和空间站任务，也能用于发射、维护和回收人造卫星。报告还将未来的可重复使用航天飞机分成三类：第一类是把可重复使用的轨道器装上一次使用助推器；第二类采用多个一次使用运载火箭的发动机与单个推进剂储存箱；第三类的轨道器和助推器都能重复使用。1969年9月，美国副总统斯皮罗·阿格纽领导的太空任务组发布报告，呼吁开发可运送人员和货物到近地轨道的航天飞机，能在轨道和月球间传输的太空拖船，以及用于深空旅行的可重复使用核上面级。:163–166
航天飞机任务组的报告发布后，许多航天工程师都对明显最能节省硬件成本的第三类青眼有加。曾参与水星飞船设计的马克斯·法格取得可完全重复使用的二级系统专利，设计方案是直翼轨道飞行器附在更大的直翼助推器上。但美国空军飞行动力学实验室指出，直翼设计无法承受再入时的极高热力和空气应力，而且功能单一，不能实现提供多种功能的设计目标。此外，空军需要的有效载荷能力业已超出法格设计所限。1971年1月，航空航天局与空军高层确定，航天飞机的最佳设计方案是三角翼轨道飞行器和消耗型推进剂储存箱。:166
确认需要可重复使用的重型航天器后，航空航天局和空军开始确定各种功能的设计要求。空军认为航天飞机要有发射大型卫星的能力，所以要把重2.9吨的物体提升至东向近地轨道，或将18吨的物体送入极轨道。根据不同的卫星设计方案，航天飞机需要长18米，宽4.6米的有效负载舱。航空航天局经评估认定土星系列运载火箭采用的F-1和J-2火箭发动机不能满足航天飞机需要，然后在1971年7月向洛克达因发布合同，开始研发航天飞机主发动机。:165–170
检视29种航天飞机方案后，航空航天局选中带有两个侧助推器的设计，并且助推器还能重复使用来降低成本:167。同样出于成本考虑，航空航天局和空军选择使用固体燃料助推器，而且这样的助推器落入大海后也更容易翻新。1972年1月，美国总统理查德·尼克松批准航天飞机计划，航空航天局也在同年三月确定最终设计。同年八月，航空航天局与北美罗克韦尔签订轨道器制造合同，固体燃料助推器合同由赛奥科公司（Thiokol）获得，马丁·玛丽埃塔拿到外储箱合同。:170–173

### 发展

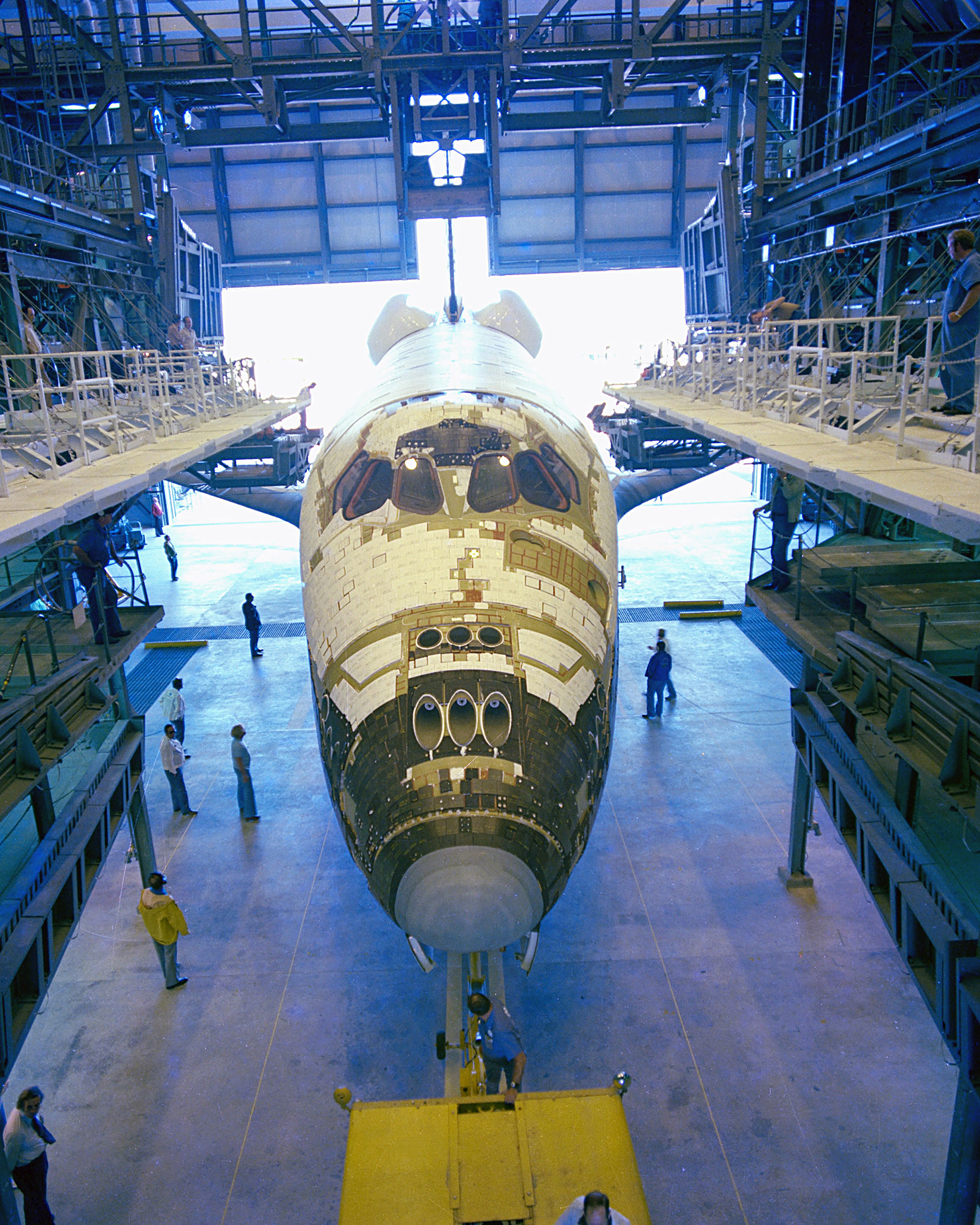
“哥伦比亚号”航天飞机安装隔热瓦

1974年6月4日，北美罗克韦尔开始建造第一个轨道器，之后得名“企业号”的“OV-101”。“企业号”属测试飞行器，不包含发动机和隔热部件。1976年9月17日完工后，“企业号”被运到爱德华兹空军基地测试。:173罗克韦尔制出“098号主推进试验品”，是附在外储箱上的结构桁架，带有三个航天飞机主发动机，并在国家空间技术实验室测试确保发动机能安全完成发射过程:II-163。接下来北美罗克韦尔又在“099号主推进试验品”测试机械应力和热应力，确定发射和再入时空气动力和热应力的强度:I-415。
航天飞机主发动机开始开发的时间比预订延迟九个月，同时普惠公司质疑洛克达因公司为何能拿到合同。首个可重复使用变推力发动机的开发过程遇到许多问题，第一台直到1975年3月才完成。发动机测试期间有多个喷嘴故障，甚至出现涡轮叶片断裂，但航空航天局还是向洛克达因订购三架轨道器所需的九台发动机，这些发动机从1978年5月开始制作。:174–175
航空航天局在航天飞机隔热系统研发过程中经历重大延误。该局过去的航天器采用烧蚀隔热罩，但不能多次使用。考虑到航天飞机可以用重量较轻的铝建造，航空航天局决定采用隔热瓦，这样有需要时就可以单独更换。“哥伦比亚号”航天飞机于1975年3月27日开建，1979年3月25日运至肯尼迪航天中心，:175–177但抵达时三万片隔热瓦尚有两成没装，装好的又有相当一部分必须更换，导致“哥伦比亚号”两年后才能飞行:46–48。
1979年1月5日，航空航天局订购第二架轨道器。罗克韦尔同月开始把“099号主推进试验品”转制成“OV-099”，便是之后的“挑战者号”航天飞机。29日，航空航天局又订购两架轨道器“OV-103”和“OV-104”，后来分别得名“发现号”及“亚特兰提斯号”。之后成为“奋进号”航天飞机的“OV-105”虽然早在1982年2月便开始制作，但航空航天局在1983年决定把航天飞机编队限制在四架。“挑战者号”爆炸后，航空航天局于1987年9月恢复“奋进号”生产。:52–53

### 测试

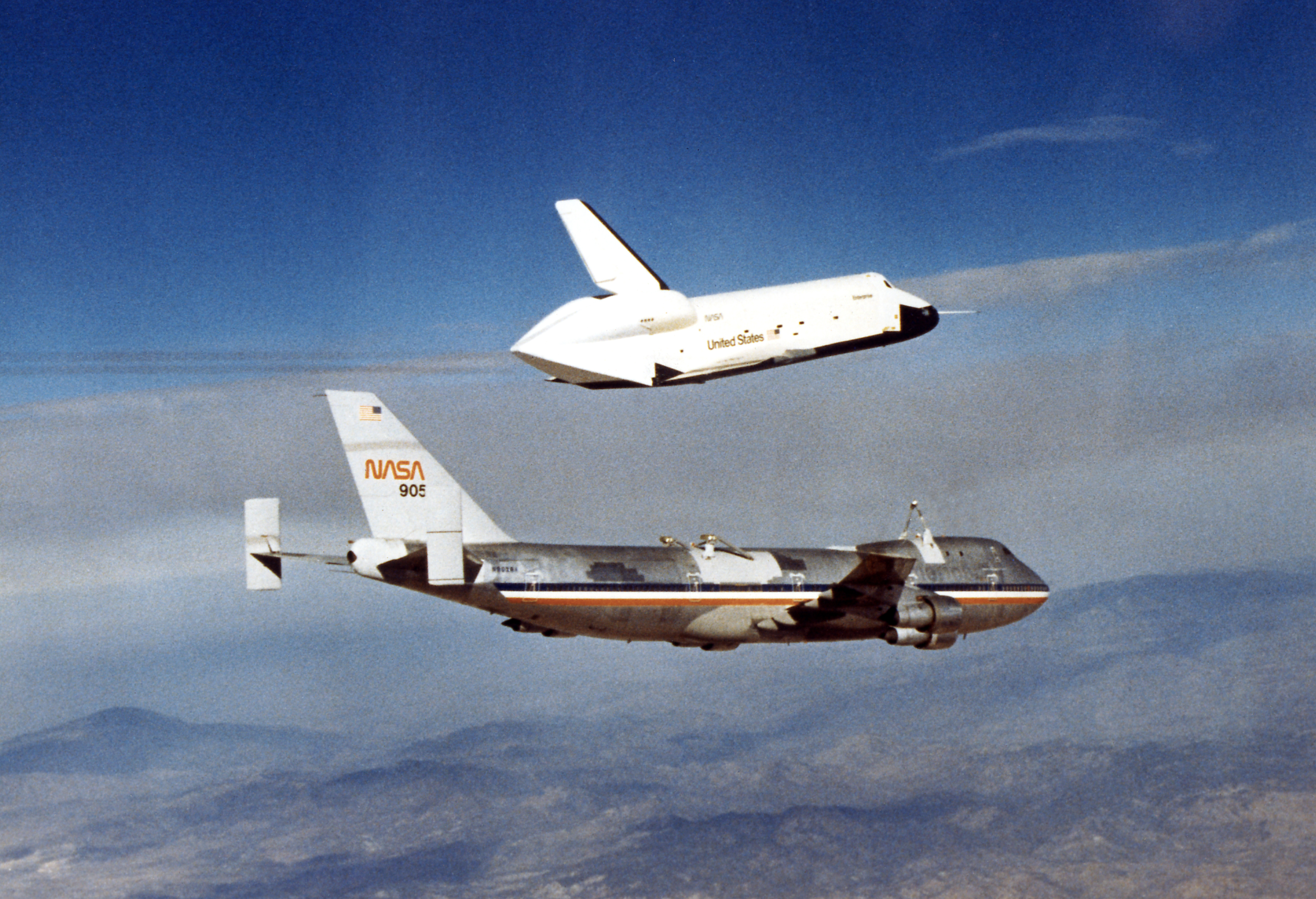
“企业号”的进近与着陆测试

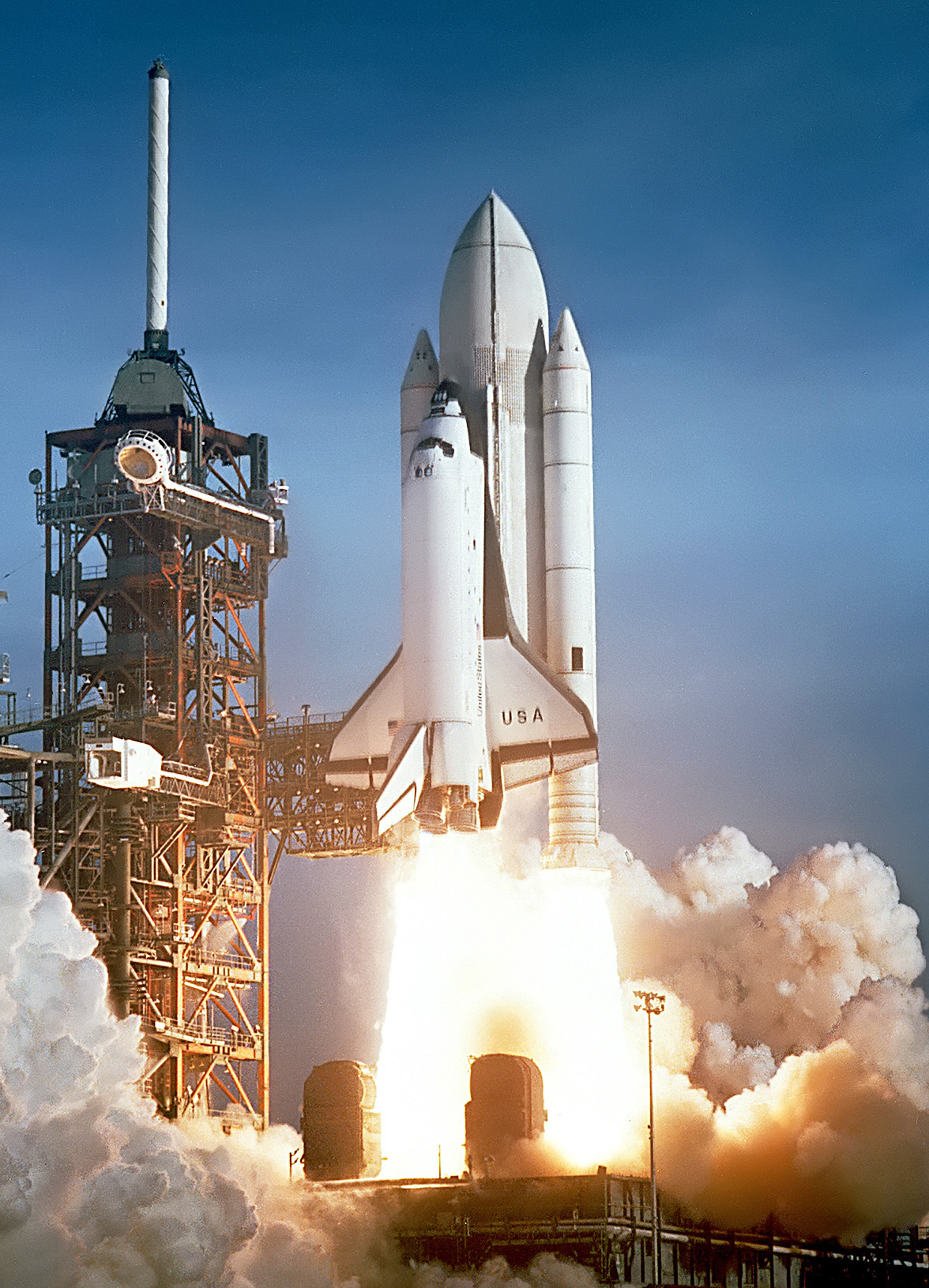
“哥伦比亚号”起飞执行STS-1任务。

送抵爱德华兹空军基地后，“企业号”被装上波音747改装的航天飞机运输飞机开始飞行测试。1977年2月，“企业号”开始进近与着陆测试，飞行期间始终与航天飞机运输飞机相连。1977年8月12日，“企业号”执行首次滑翔测试，脱落航天飞机运输飞机后在爱德华兹空军基地着陆。:173–174此后“企业号”又经过四次飞行测试，再于1978年3月13日送到馬歇爾太空飛行中心，装上外储箱和固体燃料助推器后在垂直地面振动试验场接受晃动试验，还用振动试验模拟发射时的应力。1979年4月，“企业号”返回爱德华兹空军基地，安装外储箱和固体燃料助推器后转送肯尼迪航天中心39号发射台，用于验证发射复合体设施的恰当方位。1979年8月，“企业号”回到加利福尼亚州，后在1984年范登堡空军基地六号太空发射复合体的开发过程中使用。:40–41
1980年11月24日，“哥伦比亚号”开始安装外储箱和固体燃料助推器，同年12月29日送到39号发射台:III-22。STS-1不但是首次航天飞机任务，也是航空航天局的载人航天器首飞:III-24。1981年4月12日，航天飞机首度发射，带着约翰·杨和罗伯特·克里彭飞上蓝天。两名飞行员在两天任务期间检测航天飞机的各种设备，发现“哥伦比亚号”轨道机动系统吊舱有多块隔热瓦脱落。:277–278航空航天局与空军合作，使用卫星拍摄“哥伦比亚号”机底照片，确定没有损伤:335-337。4月14日，“哥伦比亚号”返回大气层并在爱德华兹空军基地着陆:III-24。
航空航天局接下来又三次试飞“哥伦比亚号”。1982年7月4日，肯·马丁利和亨利·哈特斯菲尔德完成STS-4任务后在爱德华兹空军基地的混凝土跑道着陆。罗纳德·里根总统和第一夫人南希·里根接见工作人员，总统还在现场演说。STS-4成功后，航空航天局宣布航天运输系统投入运作。:178–179

## 航天飞机详解
航天飞机是历史上第一种可操作且可重复使用的轨道航天器，每个航天飞机轨道器的设计使用寿命都有十年，能发射一百次，而且后来还得以延长。发射时的航天飞机主要包括三大部分，分别是载有人员和有效载荷的轨道器，外储箱和两个固体助推器:363。
航空航天局和空军各机构分别负责航空飞机任务的不同领域。肯尼迪航天中心负责赤道轨道任务的发射、着陆和周转操作（所有任务都在此发射）；空军下属的范登堡空軍基地负责极轨道任务的发射、着陆和周转（从未使用）；林顿·约翰逊太空中心负责所有航天飞机运作的指挥协调，馬歇爾太空飛行中心负责主发动机、外储箱和固体助推器，斯坦尼斯航天中心负责测试主发动机，戈达德太空飞行中心管理全球测控网。

### 轨道器

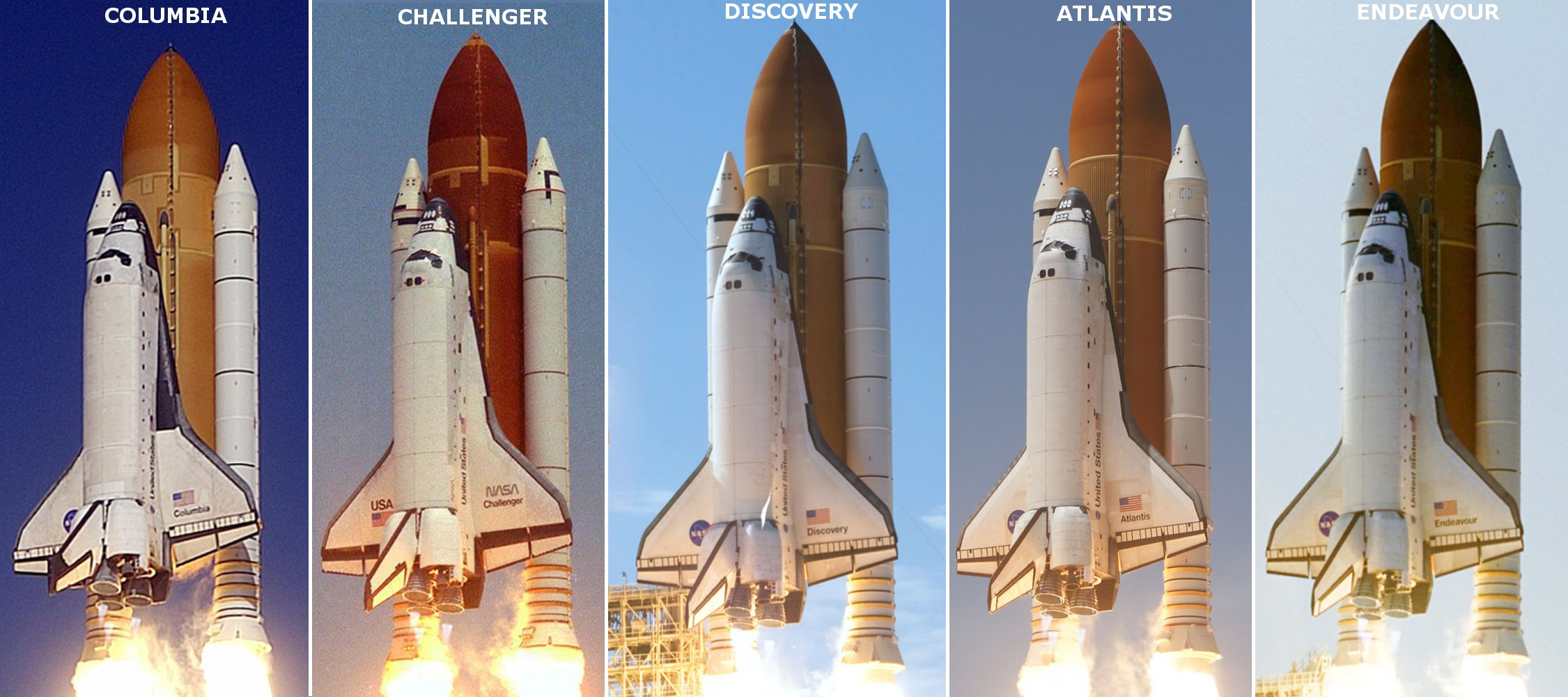
航天飞机发射全家福。从左至右分别是：“哥伦比亚号”、“挑战者号”、“发现号”、“亚特兰提斯号”和“奋进号”

轨道器包含火箭和飞行器双重设计元素，既能像火箭般垂直发射，又能像滑翔机一样着陆:365。机身分成三部分，为乘员舱、货舱、发动机舱和飞行操纵提供支持。航天飞机主发动机舱在轨道器后部，发射时提供推力，还有轨道机动系统确保轨道器能在太空进入、更换和退出轨道。两侧的三角翼长18米，内边缘（机翼后侧）与机身呈81°角，外缘（机翼前侧）呈45°。两翼内外都有升降副翼，航天飞机再入时能与两翼之间位于发动机下方、用来控制横轴的襟翼一起提供飞行控制功能。轨道器的垂尾后仰45°，上面的方向舵能拆分开来起减速作用:382–389。垂尾还包含两部分减速伞系统，能在轨道器着陆后减速。轨道器采用伸缩式起落架，由前起落架和两个主起落架组成，每个都有两个轮胎，前起落架还有电动液压转向功能:408–411。

#### 机组人员
航天飞机的机组人员组成因任务而异。每次测试飞行仅有两名机组人员，指令长和飞行员各一人，两人都是合格的飞行员，能驾驶轨道器飞行和着陆。包括实验、货物运送、舱外活动在内的各种轨道任务主要由任务专家执行，他们出发前均已接受对应培训。航空航天局在航天飞机计划早期安排载荷专家与送货任务一起出行，载荷专家大多是送货任务买单公司的系统专家。因STS-51-L失事丧生的格里高利·賈維斯是最后一名跟随航天飞机飞行的载荷专家，此后除飞行员外，其他机组人员都是任务专家。STS-51-C和STS-51-J任务均有同一名航天工程师作为军方代表随行，因为两次任务都有美国国家侦察局的货物。航天飞机任务通常配有七名机组人员，STS-61-A配有八人。:III-21

#### 乘员舱
所有航天飞机任务的乘员舱都有三层甲板，是经过加压的居住区。驾驶舱除指令长和飞行员的两个座位外，还有为其他机组人员准备的两到四个位置。中层甲板位于驾驶舱下方，是厨房和床位所在，还有三到四个座位。中层甲板配有气闸，能支持两名宇航员的舱外活动，还能进入太空实验室。中层甲板下面是设备舱，装有环境控制和废物管理系统。:60–62:365–369
前四次航天飞机任务的宇航员身穿改良版美国空军高空全压制服，其中包括航天器上升和下降期间穿戴的全压头盔。从第五次任务STS-5到“挑战者号”失事时止，机组人员身着浅蓝色一体式诺梅克斯（nomex）飞行制服并配气体分压头盔。“挑战者号”失事后，新任务的机组人员改穿局部加压服，是空军高空压力制服的局部加压版。1994年，高级逃生系统航天服取代发射和进入制服，在碰到紧急情况时更能保障宇航员安全。“哥伦比亚号”本在前四次任务配有修改过的SR-71黑鳥式偵察機零零弹射椅，但在STS-4任务后停用，STS-9任务后拆除。:370–371

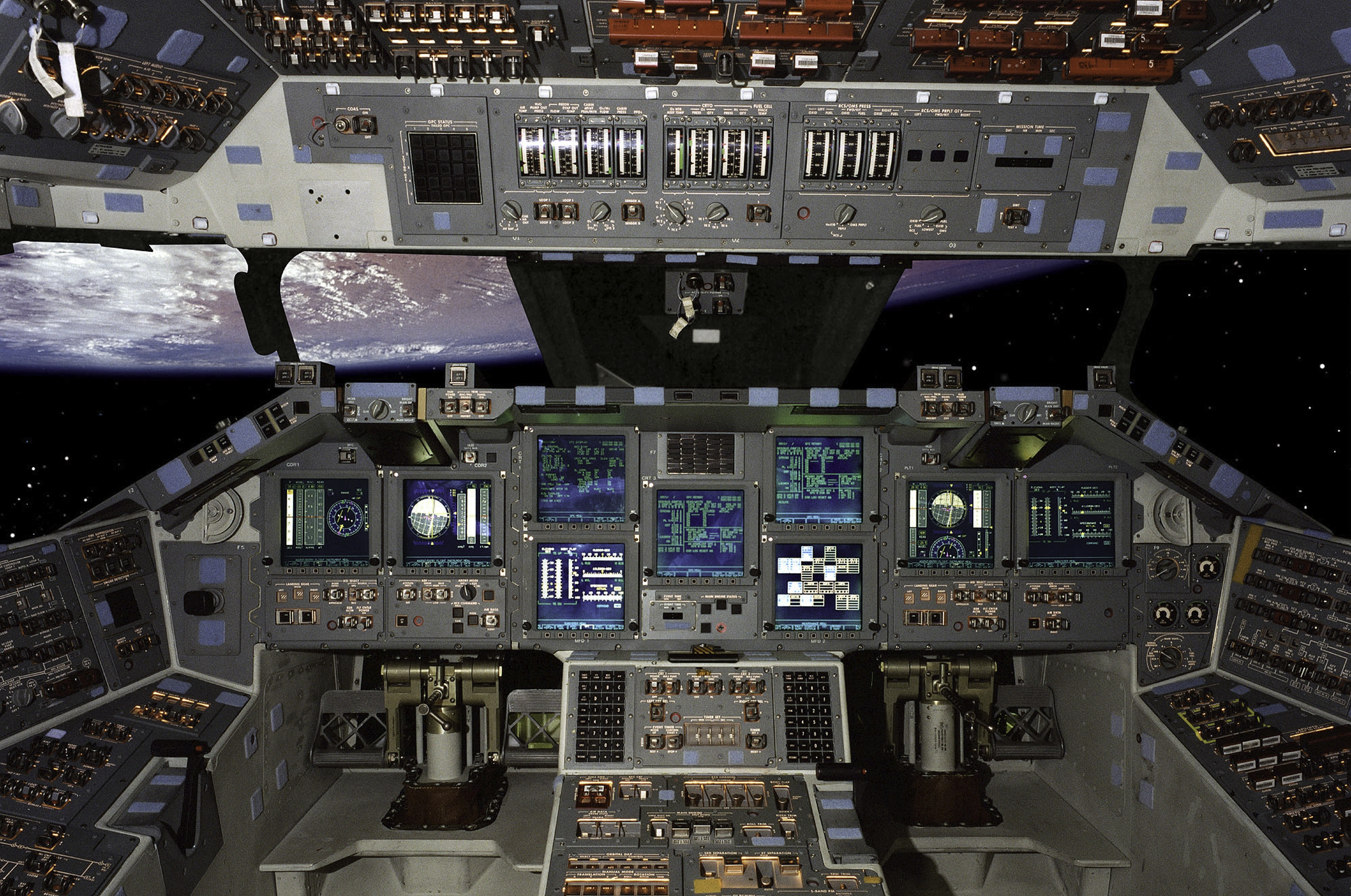
“亚特兰提斯号”是第一架配有玻璃驾驶舱的航天飞机，上图为STS-101任务。

飞行甲板位于乘员舱顶层，是轨道器飞行控制功能所在。指令长坐在左前方座位，飞行员坐在右前方，还有为其他机组人员准备的两到四个座位。仪表板包含2100多个显示屏或控制器，指令长和飞行员都配有抬头显示器和控制杆，用于在动力飞行时操控发动机，同时在无动力飞行时控制轨道器。两个座位都有方向舵控制器，可以在飞行中转舵或在前起落架着陆后控制轮子的方向。:369–372轨道器起初装有多功能阴极射线管显示系统，能显示并操作飞行信息。显示系统向指令长、飞行员及后面的座位显示飞行信息，同时还能控制抬头显示器的信息。1998年，“亚特兰提斯号”升级多功能电子显示系统，除飞行仪表升级成玻璃驾驶舱外，还把八台阴极射线管显示器换成11块多功能彩色数字屏幕。多功能电子显示系统于2000年5月随STS-98任务飞上蓝天，其他轨道器全部升级。飞行甲板后方装有能观察货舱的窗户，还有控制摇控机械臂移动货物的控制杆。此外，飞行甲板后方装有能检视货舱的闭路电视显示器。:372–376
中层甲板包含机组人员设备舱、休息区、厨房、医疗设备和卫生站。人员使用模块化储物柜存放设备，储物柜能按需扩大或缩小，还有安装后常态化的地板隔间。中层甲板的左舷舱口是机组人员在地球上进出轨道器的门路。此外，每个轨道器起初都在中层甲板装有内部气闸，但“发现号”、“亚特兰提斯号”和“奋进号”后来用货舱的外部气闸和轨道器对接系统取代内部气闸，改善对接和平号空间站和国际空间站的操作。:II–26–33

#### 飞行系统
轨道器配有航空电子系统，能在大气层内飞行时提供信息和操作功能。航空电子器件包括三个微波扫描光束着陆系统、三个陀螺仪、三个战术空中导航系统、三个加速规、两个雷达高度计、两个气压高度计、三个姿态指引仪、两个马赫表，以及两个C模式应答机。再入期间，机组人员会在速度降至五马赫以下时启动两个空气数据探针。轨道器有三个惯性测量单元，可在飞行任务始终用于制导和导航，还有两个能在轨道飞行时对齐惯性测量单元的星跟踪器，能在轨道时自动或手动对齐恒星。1991年，航空航天局开始用惯性导航系统升级惯性测量单元，新版本提供的位置信息更加精确。1993年，航空航天局用STS-51首次把全球定位系统接收器送入太空。1997年，霍尼韦尔开始集成全球定位系统和惯性导航系统，用于取代惯性测量单元、惯性导航系统和战术空中导航系统，后在2007年8月的STS-118任务首飞。:402–403
机组人员在轨道飞行期间主要使用S波段无线电联络，支持语间和数据通信。四个S波段无线电中有两个是相位调制收发器，能发送和接收信息；另外两个是频率调制发送器，用于向航空航天局传送数据。S波段无线电只能在视线范围内操作，所以轨道器入轨后，航空航天局需采用跟踪和数据中继卫星系统和航天测控和数据采集网地面站与轨道器通讯。此外，轨道器货舱外部还配有高带宽Ku波段无线电，能充当交会雷达。轨道器另外还配有两个特高頻无线电，可用于联络航空交通管制和执行舱外活动的宇航员。:403–404

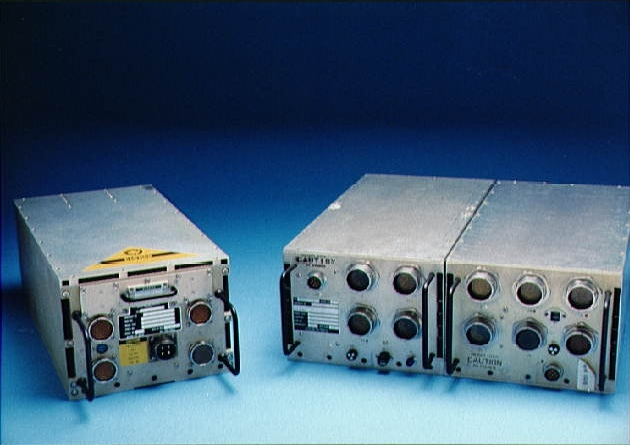
AP-101S（左）和AP-101通用计算机

航天飞机的线传飞控系统完全靠数据处理系统主计算机控制。数据处理系统操控轨道器的飞行控制功能和推进器，并在发射时控制外储箱和固体助推器。数据处理系统包含五台通用计算机、两个磁带大容量存储单元，以及监测航天飞机部件的各种传感器。:232–233原配通用计算机是IBMAP-101B，采用单独的中央处理器、输入/输出处理器，以及非易失型固态存储器。1991至1993年间，轨道器的通用计算机升级成AP-101S，存储和处理能力更强，并将中央处理器和输入/输出处理器功能并入单个处理器缩小设备体积、减轻重量。四台通用计算机装载航空飞机专用的主航空电子软件系统，能操控所有飞行过程。上升、机动、再入和着陆期间，四台装载主航空电子软件系统的通用计算机同步运作，产生四倍冗余，能对结果查错。如果出现软件错误，导致四台计算机都生成错误报告，第五台通用计算机将启动使用不同软件的后备飞行系统，能够在上升、轨道飞行、再入时控制航天飞机，但不足以完成整个任务。五台通用计算机分别放在中层甲板的三个独立隔间，这样万一某台计算机冷却风扇故障，其他计算机仍能稳定工作。抵达轨道后，机组人员把部分通用计算机的功能从制导、导航与控制切换到系统管理和负载，支持任务执行。:405–408因飞行软件需在跨年时重置轨道器计算机，所以航天飞机任务不能在12月到1月执行。不过，航空航天局工程师在2007年找到解决办法，此后的航天飞机任务不受跨年问题限制。
航天飞机任务通常会携带便携式通用支持计算机，能够与轨道器的计算机和通讯套件集成，并监控科学和负载数据。早期任务携带的Grid Compass和便携式通用支持计算机都是历史上很早的笔记本电脑，之后的任务开始采用苹果公司和英特尔的笔记本电脑。:408

#### 货仓

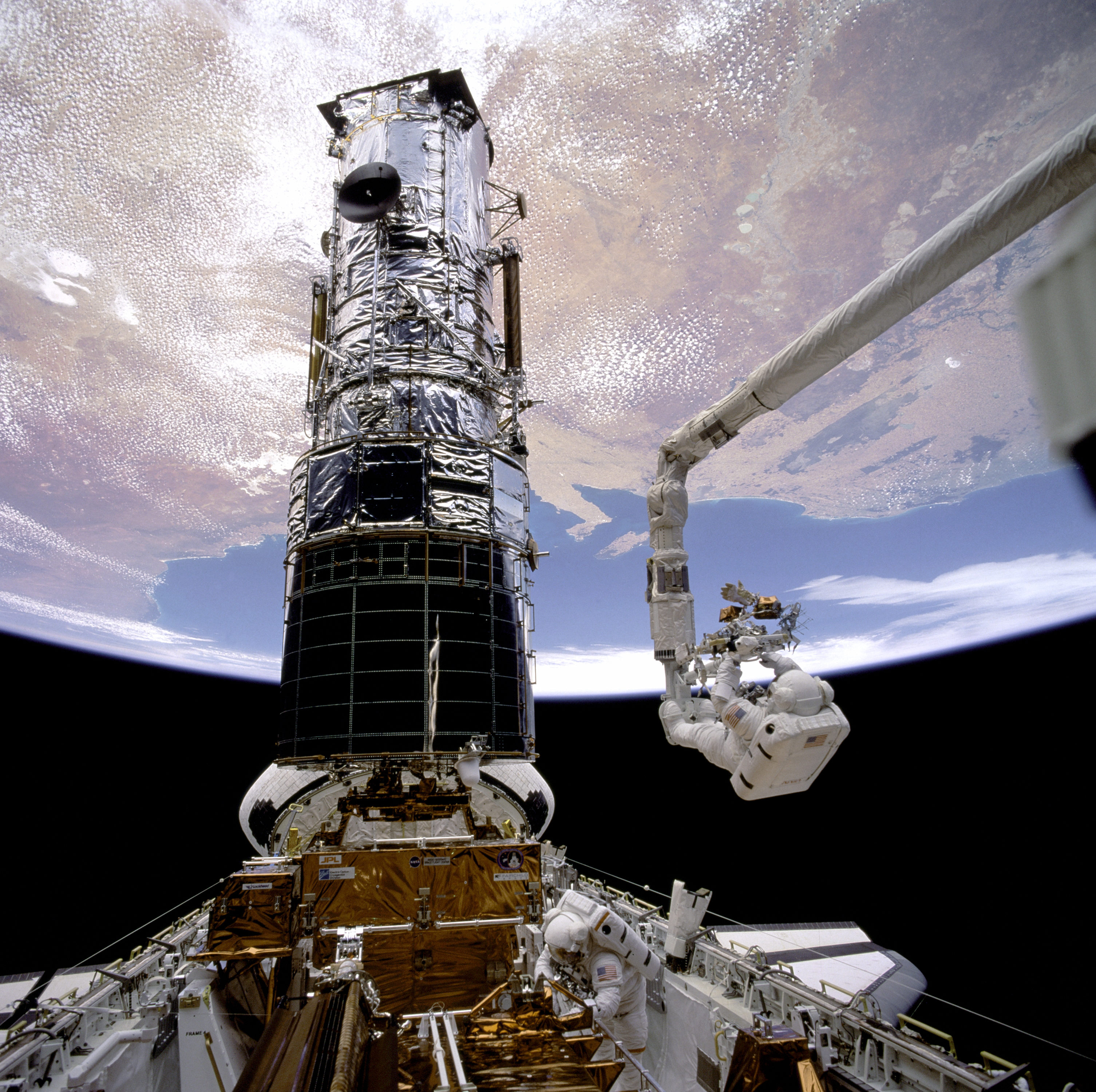
斯多里·马斯格雷夫在STS-61任务期间连接遥控机械臂维护哈勃空间望远镜

货舱占据轨道器的大部分机身，为航天飞机有效载荷提供货运空间。货舱长18米，宽4.6米，能容纳直径最大为4.6米的圆柱形负载。货舱两边各铰接两扇舱门，提供相对气密的密封空间，能在起飞和再入时防止货物因高温损坏。舱内货物在縱樑的附着口上固定，舱门还能用于散发轨道器的热量，抵达轨道时就能打开来排热。:62–64
根据任务需求，轨道器能结合各种附加部件，如轨道实验室:II-304, 319、用于把货物运到更远位置的助推器:II-326、遥控机械臂系统:II-40，以及延长任务时间需要的部件:II-86。为减少轨道器与国际空间站对接时的燃料损耗，科学家研发空间站至航天飞机电力传送系统，能转换空间站电量并传送给轨道器:II-87-88。“发现号”和“奋进号”都装有空间站至航天飞机电力传送系统，在STS-118任务期间首次应用:III-366-368。

##### 遥控机械臂系统
遥控机械臂系统又称加拿大臂，是连接货舱的机械臂，用于抓取或操作货物，也能在宇舱员舱外活动时充当移动平台。遥控机械臂系统由加拿大晶石航天公司制作，宇航员能在轨道器飞行甲板通过窗户和闭路电视操纵。遥控机械臂支持六自由度，机械臂的三个位置共有六个关节。原版机械臂可抓取或操作最重29吨的货物，之后又大幅提升到270吨。:384–385

##### 太空实验室

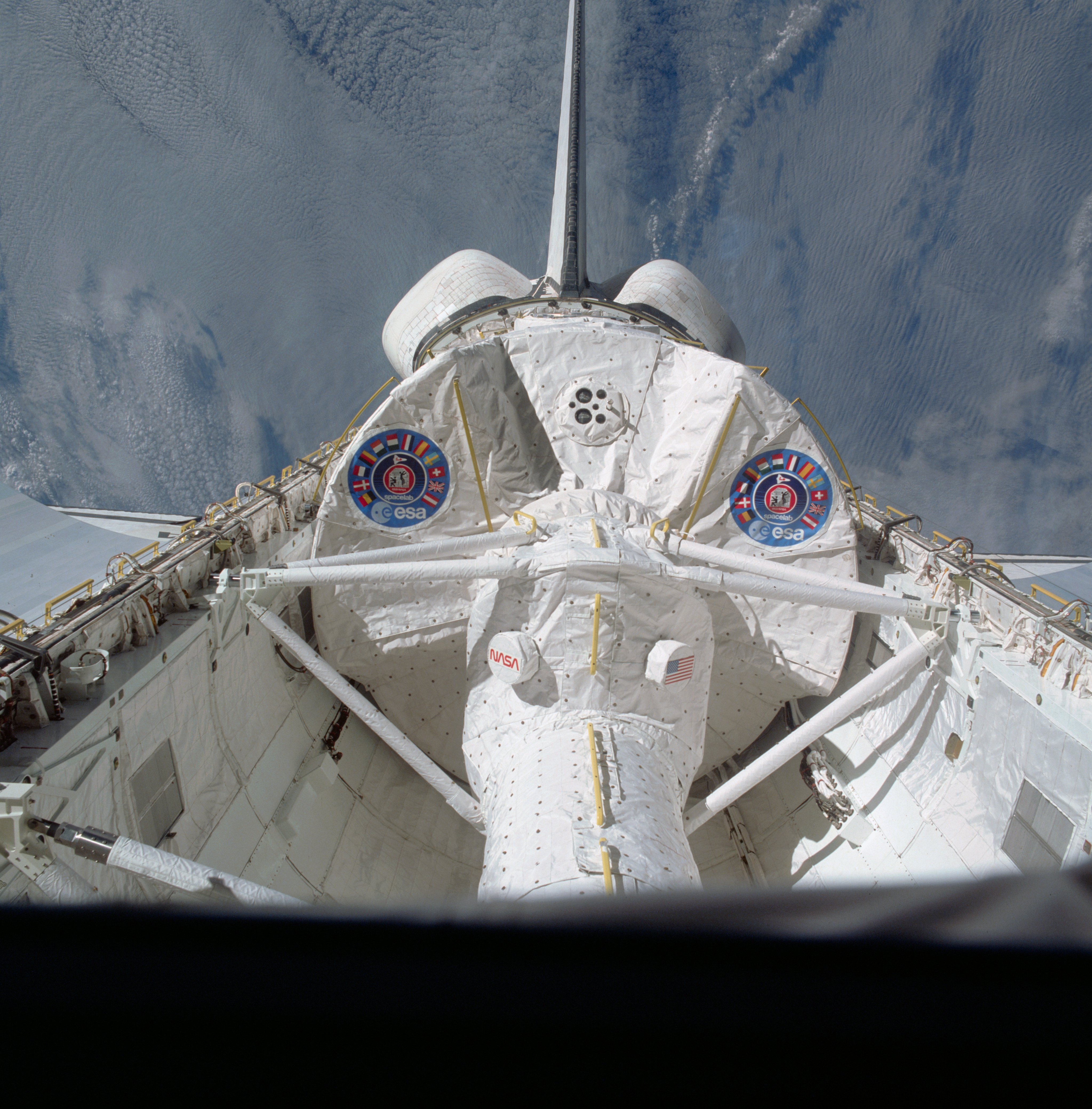
随STS-9任务进入轨道的太空实验室

太空实验室模块是欧洲资助的加压实验室，装在货舱内，用于轨道飞行期间的科学实验。模块由两截组成，均长2.7米，装在货舱尾端，以便在飞行期间保持重心。宇航员通过2.7米或5.8米的通道进入模块，两条通道均同气闸相连。太空实验室的设施用托盘存放，其中既有实验设备，又有计算机和供电设备。:434–435截至1999年，太空实验室设备共随航天飞机升空28次，研究项目包括天文学、微重力、雷达和生命科学。这些设备还在哈勃望远境维护、空间站补给等任务中发挥作用。太空实验室模块先在STS-2和STS-3任务测试，首次完整任务是STS-9。

#### 航天飞机主发动机

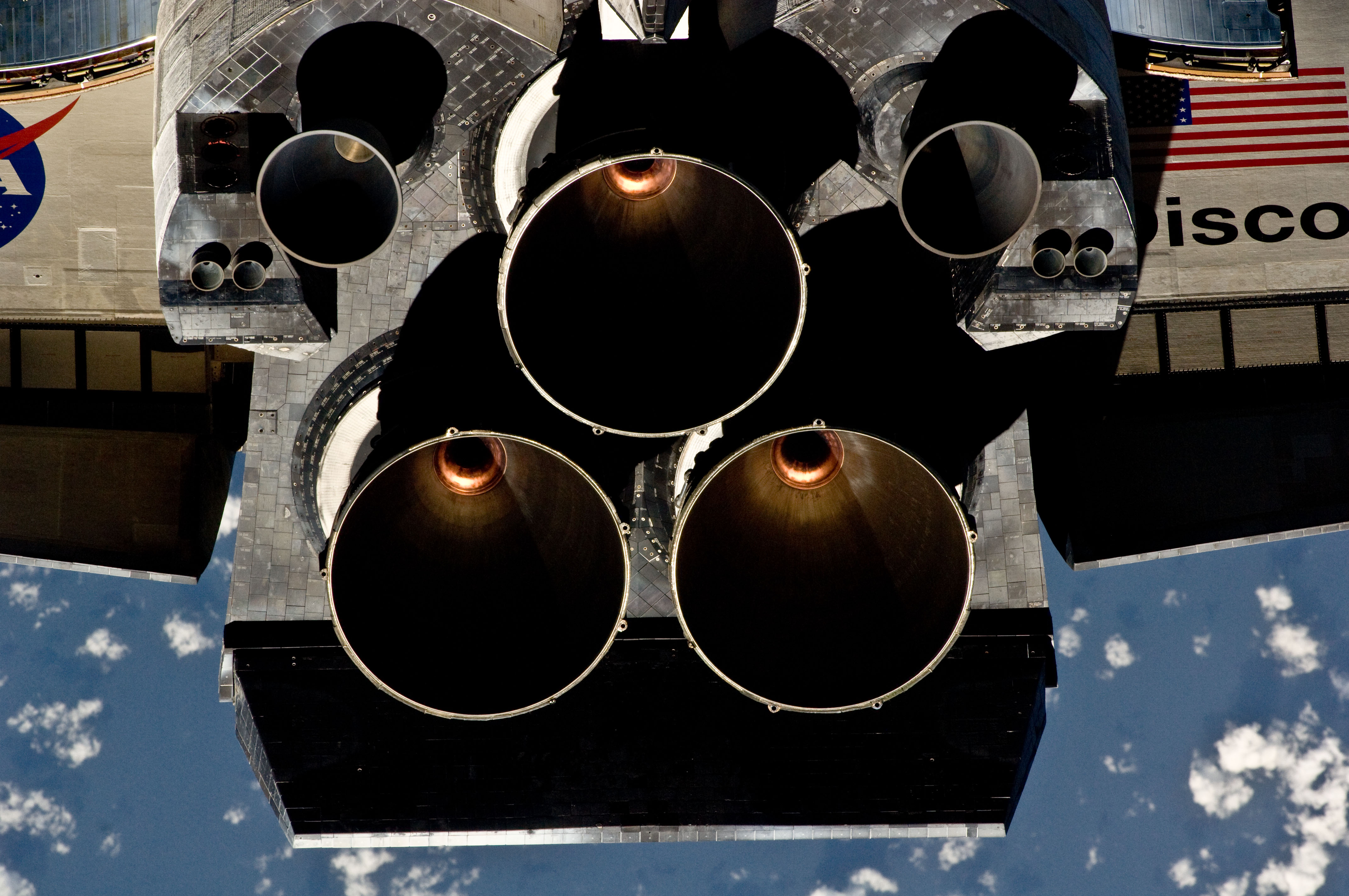
航天飞机主发动机和两个轨道机动系统模块

航天飞机主发动机共有三台，又称“RS-25”发动机，位于轨道器机身尾部并呈三角形排列。轨道器上升期间，发动机的俯仰角能偏移±10.5°，偏航角偏移±8.5°来改变推力方向，进而调整航天飞机朝向。发动机使用钛合金制作且能重复使用，而且与轨道器独立，能在着陆后拆除和替换。“RS-25”属分级燃烧循环低温发动机，使用液氧和液氢为燃料，燃烧室压比过去任何液体火箭都高。原配发动机的主燃烧室能在最大226.5巴的压力下运作。发动机喷嘴高287厘米，内径229厘米，采用1080条液氢内部管线冷却，并由绝缘和烧蚀材料隔热。:II–177–183
航天飞机主发动机经过多次改善提升动力和可靠程度。洛克达因在开发阶段确定，发动机能在推力达到原有规定104%时保持安全稳定运行。为保证发动机推力值与以前的文档和软件一致，航空航天局把原版规定推力值定为100%，但让发动机保持输出更高推力。“RS-25”的升级版分别称为一型和二型，其中2001年的二型发动机推力水平达到109%，同时因喷管喉部更大，燃烧室压降至207.5巴。正常情况下使用的最大推力是104%，任务中止等紧急情况才会使用106%或109%。:106–107

#### 轨道机动系统
轨道机动系统包含两个位于尾部的AJ10-190发动机及对应推进剂存储箱。发动机的燃料是一甲基肼和氧化剂四氧化二氮，存储箱最多能装载2140公斤一甲基肼和3526公斤四氧化二氮。轨道机动系统发动机在主发动机熄火后用于注入轨道，此后还会在变更轨道和再入前的脱轨时启用。每个轨道机动系统发动机可产生27080牛顿推力，整个系统能提供305 m/s的ΔV。:II–80

#### 隔热系统
轨道器表面带有隔热保护层，再入期间受隔热系统保护。过去的美国航天器基本采用烧蚀隔热罩，但为重复使用设计的轨道器也需要配备能多次使用的隔热罩:72–73。再入时，隔热系统外侧的温度高达1600°C，但必须保证轨道器的铝质外壳温度低于180°C。航天飞机隔热系统主要由四类隔热瓦组成，轨道器前锥和两翼前缘的温度超过1300°C，由碳纤维强化碳质复合材料保护。1998年，科研人员开发加厚型碳纤维强化碳质复合材料并装上航天飞机，防止机体因微流星体和太空垃圾受损，并在隔热瓦损坏导致“哥伦比亚号”灾难后进一步改善。从STS-114任务开始，轨道器均配有机翼前缘碰撞检测系统，发现任何潜在损伤都能向机组人员预警。:II–112–113轨道器底面及其他温度最高的位置都有耐高温且可重复使用的表面绝缘材料保护。轨道器上部涂有可重复使用的白色低温表面绝缘层，适合在温度低于650°C时提供保护。货舱门和机翼部分上表面涂有可重复使用的化学纤维绝缘层，能抵抗低于370°C的温度。:395

### 外储箱

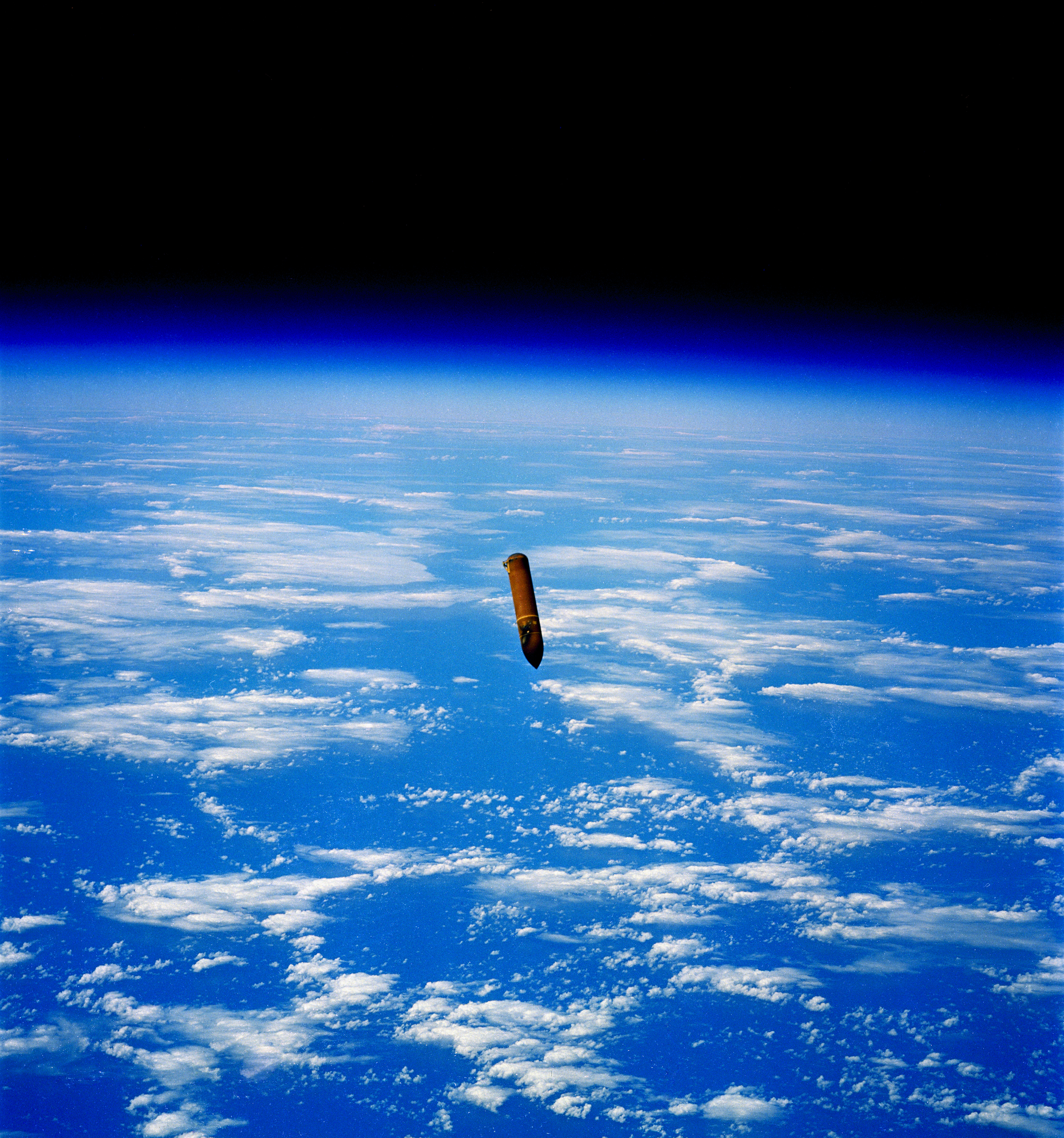
STS-29任务期间与航天飞机脱离的外储箱

航天飞机外储箱用于携带主发动机的推进剂，并将轨道器与固体助推器连接。外储箱高47米，直径8.4米，由相互独立的小箱组成，分别装有液氧和液氢。液氧箱高15米，位于外储箱前上方；液氢箱高29米，占据外储箱绝大部分体积。轨道器通过两块脐带板与外储箱连接，脐带板中包含五条推进剂脐带、两条电力脐带和前后结构连接件。外储箱外部覆有橙色喷涂泡沫，确保外储箱能承受上升期间的热量。:421–422
外储箱从起飞开始持续向航天飞机主发动机提供推进剂直至主发动机熄火，并在熄火18秒后脱离轨道器，脱离过程可自动或手动触发。脱离时轨道器缩回脐带板，脐带封闭以防过量推进剂进入轨道器。结构连接件上的螺栓切断后，外储箱便脱离轨道器。此时外储箱前上方会排出氧气，促使箱体翻滚，确保它在再入前解体。外储箱是航天飞机上唯一不可重复使用的主要部件，脱离后沿弹道落入印度洋或太平洋。:422
前两次任务STS-1和STS-2的外储箱表面涂有270公斤阻燃乳胶漆，防止箱体受紫外线辐射破坏。进一步研究结果表明泡沫就能起到同样的保护作用，所以从STS-3开始外箱体不再加涂乳胶漆。:II-210STS-6任务首次采用重量减轻4.7吨的轻型箱，减掉的重量来自部分箱壁金属变薄，取消液氢箱的部分元件:422。1998年，STS-91任务首次采用2195铝锂合金制成的超轻型外储箱，强度比2219铝锂合金前辈提高四成，密度降低一成，箱体再轻3.4吨，航天飞机从此能向国际空间站高倾角轨道运送更多重物:423–424。

### 固体助推器

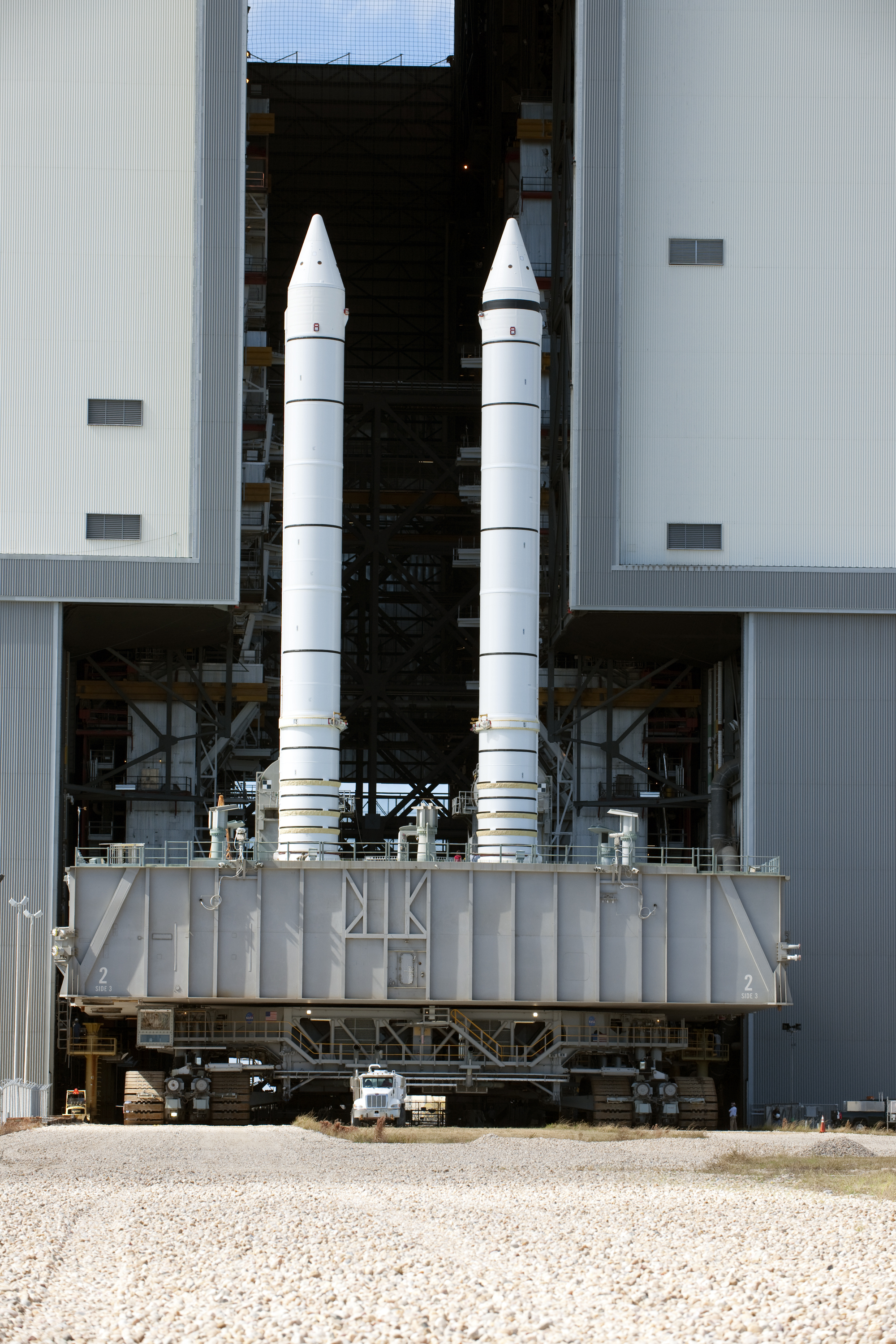
放在移动发射平台上等待配备外储箱和轨道器的两枚固体助推器

固体助推器在航天飞机起飞和上升阶段提供71.4%的推力，是人类放飞的最大固体推进剂发动机。每枚固体助推器高45米，宽3.7米，重68吨，钢质外壳约厚13毫米。固体助推器由固体推进剂发动机、鼻锥和火箭喷嘴组成，其中固体推进剂发动机占据绝大部分机体，由11钢壳组成，内含四截药柱；鼻锥装有分离发动机和降落伞系统，用于分离后的地面回收；火箭喷嘴能向各方向转动最多8°，以提供飞行调整功能。:425–429
每个火箭发动机装有500吨固体火箭推进剂，在肯尼迪航天中心的航天器装配大楼装配成型:425–426。除为发射第一阶段提供推力外，固体助推器还起支撑轨道器和外储箱结构的作用，因为只有固体助推器与移动发射平台连接:427。固体助推器在发射前五分钟解除保险，并且必须在航天飞机主发动机顺利点火后采用电子方式点火:428。每枚原版固体助推器提供1.25万牛顿推力，从STS-8任务开始提升到1.33万牛顿:425。固体助推器通常在起飞约两分钟后耗完燃料，然后在距地面约46公里高空脱离，随后打开稳定伞和主降落伞，落入大海后由两艘MV自由之星号（分别是和）姐妹舰的工作人员回收:430。送回卡纳维拉尔角后并经工作人员清理和拆解后，火箭发动机、点火器和喷嘴送往赛奥科公司翻新，在之后的飞行任务中重新使用:124。
航天飞机计划期间，固体助推器经过多次重新设计。STS-6和STS-7使用的固体助推器箱体内壁减薄0.1毫米，所以比前几次任务的助推器轻2.3吨，但之后的研究结果表明这样内壁又太薄，所以从STS-8开始到STS-26止采用比原版薄0.076毫米的箱体，每枚助推器比原版轻1.8吨。“挑战者号”的失事原因是O形环在低温下失效，固体助推器于是经过重新设计确保密封效果不受温度影响。:425–426

### 支援运载工具

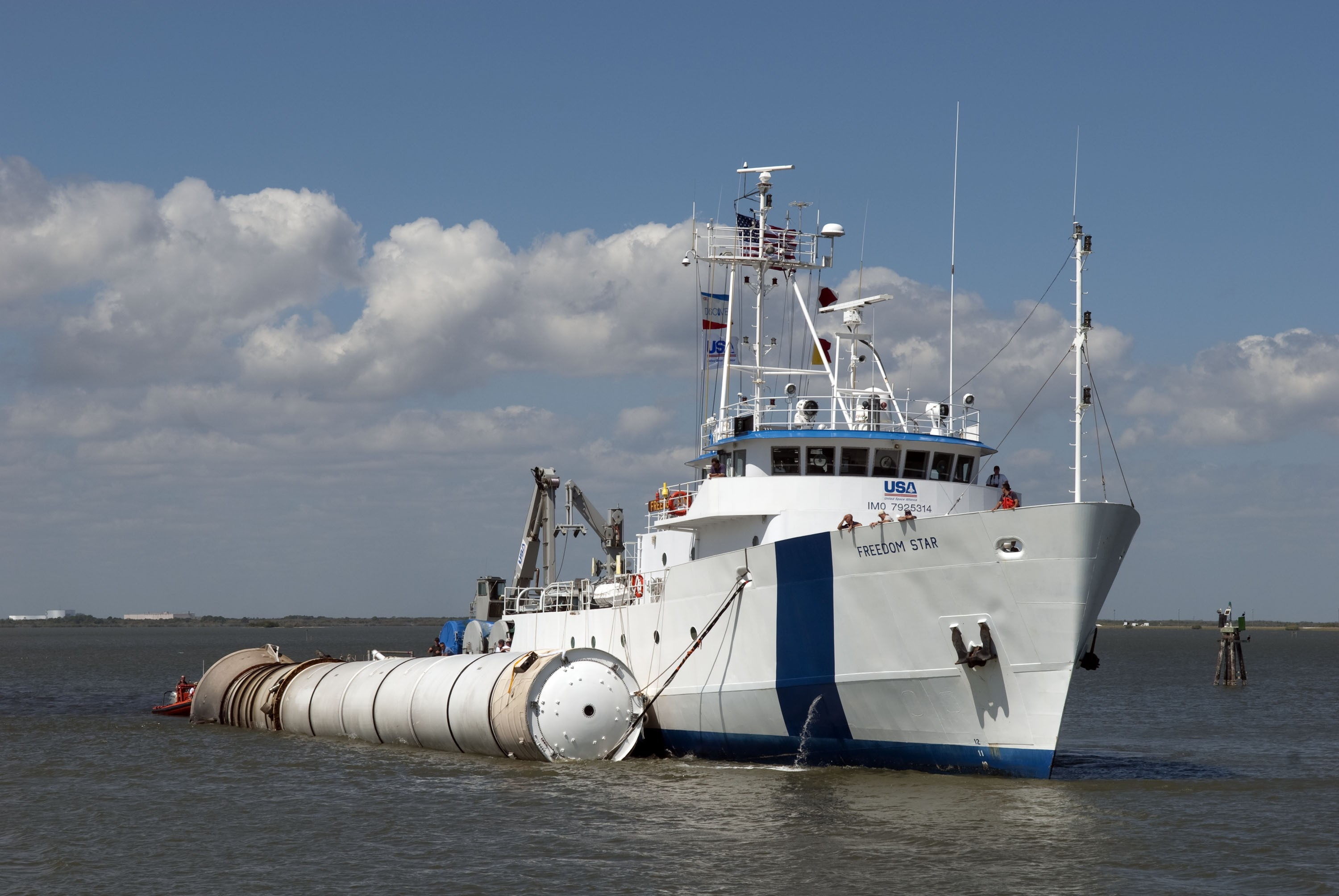
MV自由之星号将回收的固体助推器拖沓到卡纳维拉尔角空军基地

航天飞机的运作离不开各种运载工具和基础设施，方便运输、建筑和工作人员进出。航天飞机运输车将移动发射平台和航天飞机运到发射点。航天飞机运输飞机是两架改装的波音747，能负上轨道器飞行。第一架航天飞机运输飞机编号“N905NA”，于1975年首飞，用于执行进近与着陆测试，并且1991年前每次发射任务都是她从爱德华兹空军基地把轨道器运到肯尼迪航天中心。第二架航天飞机运输飞机编号“N911NA”，于1988年收购，首次任务是把“奋进号”从工厂送到肯尼迪航天中心。航天飞机退役后，“N905NA”放在林顿·约翰逊太空中心展览，“N911NA”在加利福尼亚州棕榈谷的乔·戴维斯遗产空中公园展示。:I–377–391机组人员运输车是由机场旅客运输车改装，在轨道器着陆后带宇航员离开。航天飞机发射当天，宇航员从操作与测试大楼的机组人员宿舍乘宇航员转送车前往发射平台。NASA铁路拥有三台机车，用于将固体助推器各截药柱分别从泰特斯维尔通过佛罗里达东海岸铁路运到肯尼迪航天中心。

## 任务简介

### 发射准备

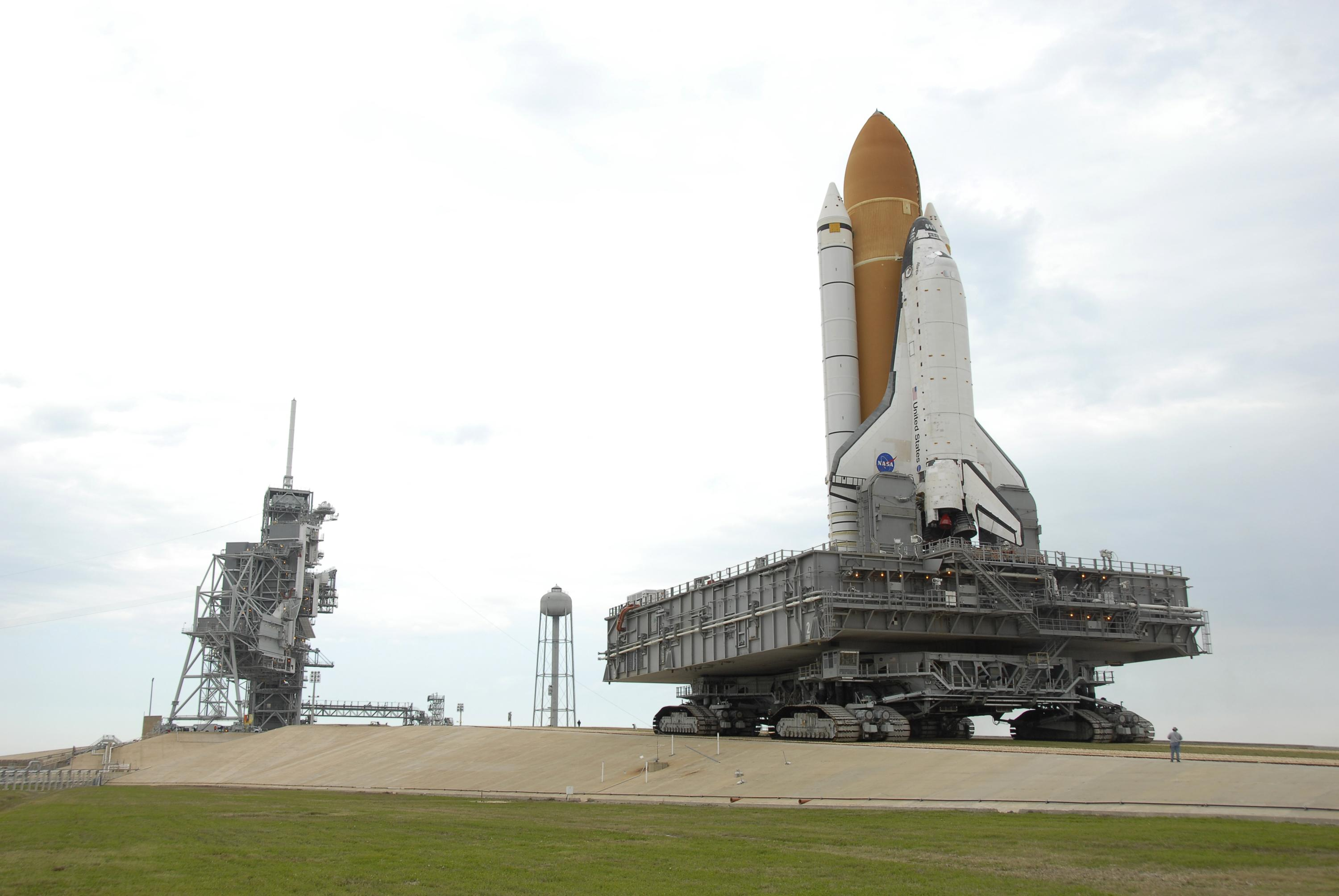
航天飞机运输车装载“亚特兰提斯号”前往39A号发射台，为STS-117任务准备

航天飞机发射前基本是在肯尼迪航天中心的航天器装配大楼完成准备。固体助推器在移动发射平台装配并附上外储箱，轨道器在轨道器处理设施装好后运到航天器装配大楼，再用起重机转至头部朝上的垂直方向并与外储箱配对:132–133。所有部件组合完成后，航天飞机运输车将整个移动发射平台运到5.6公里外拥有两个发射台的39号发射复合体:137。航天飞机抵达其中一个发射台后与固定和旋转服务设施连接，该设施能提供维护、货物装载和人员运输功能:139–141。机组人员在发射前三小时抵达发射台并进入轨道器，轨道器在发射前两小时关闭:III–8。发射前5小时35分，液氧和液氢开始注入通过脐带同轨道器连接的外储箱。发射前3小时45分，液氢完成快速注入，液氧在15分钟后完成。由于液氧和液氢都会蒸发，因此两个储存罐都会继续缓慢加注直至发射前一刻。:II–186
航空航天局的天气发射标准考虑范围包括降水、温度、云量、雷电预测、风力和温度。航天飞机不会在可能遭雷击时发射，因为发射后产生的尾烟可传导电流、引发雷击，阿波罗12号就曾遇到这种情况。航空航天局还规定，航空飞机不能在发射点方圆19公里范围出现砧状云时发射。航天飞机发射气象官员保持监测气象条件，直至发射的最终决定下达。除发射点的天气外，航天飞机意外中止时至少要有一个跨大西洋中止着陆场和固体助推器的回收点天气在可接受范围。

### 发射

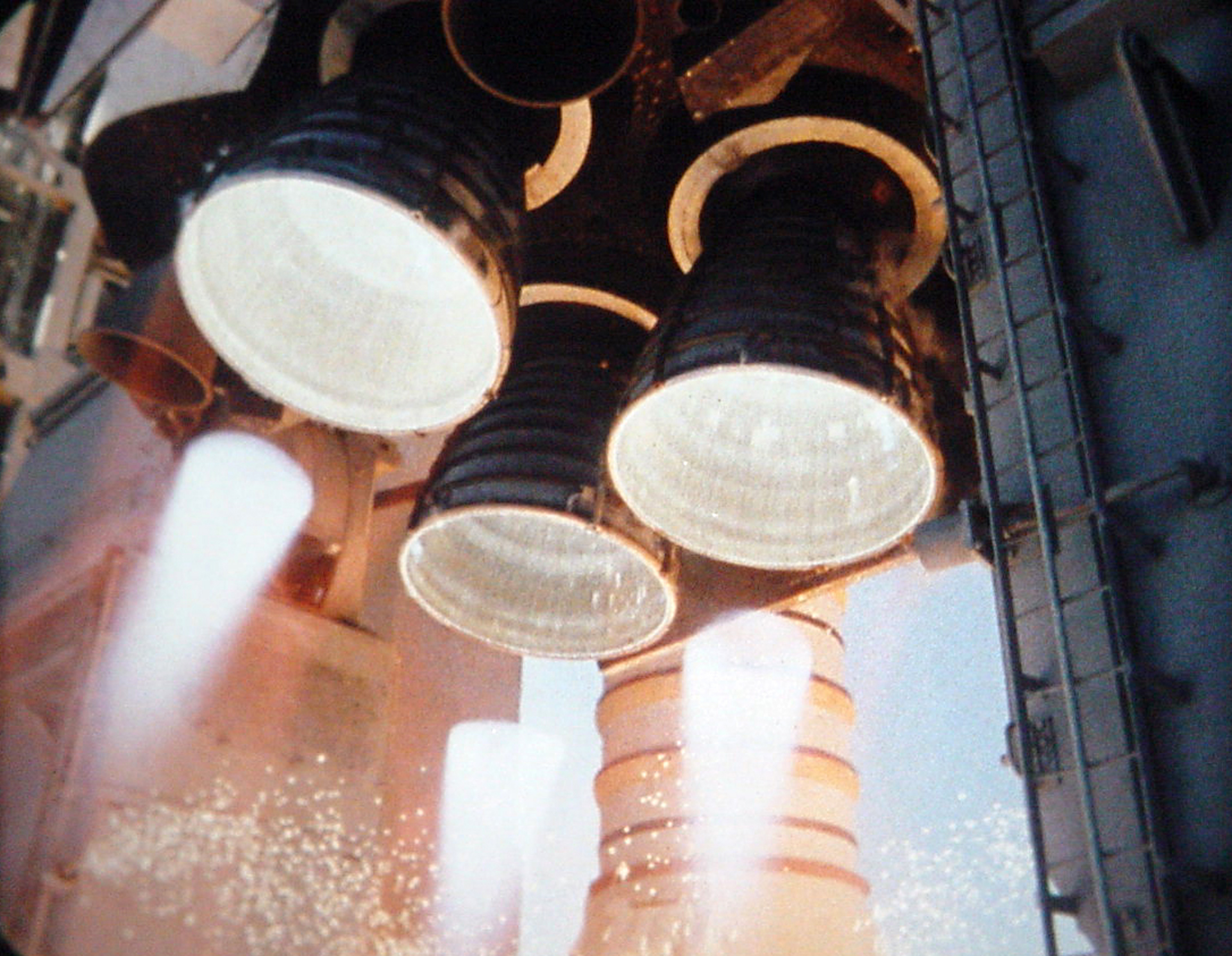
航天飞机主发动机点火

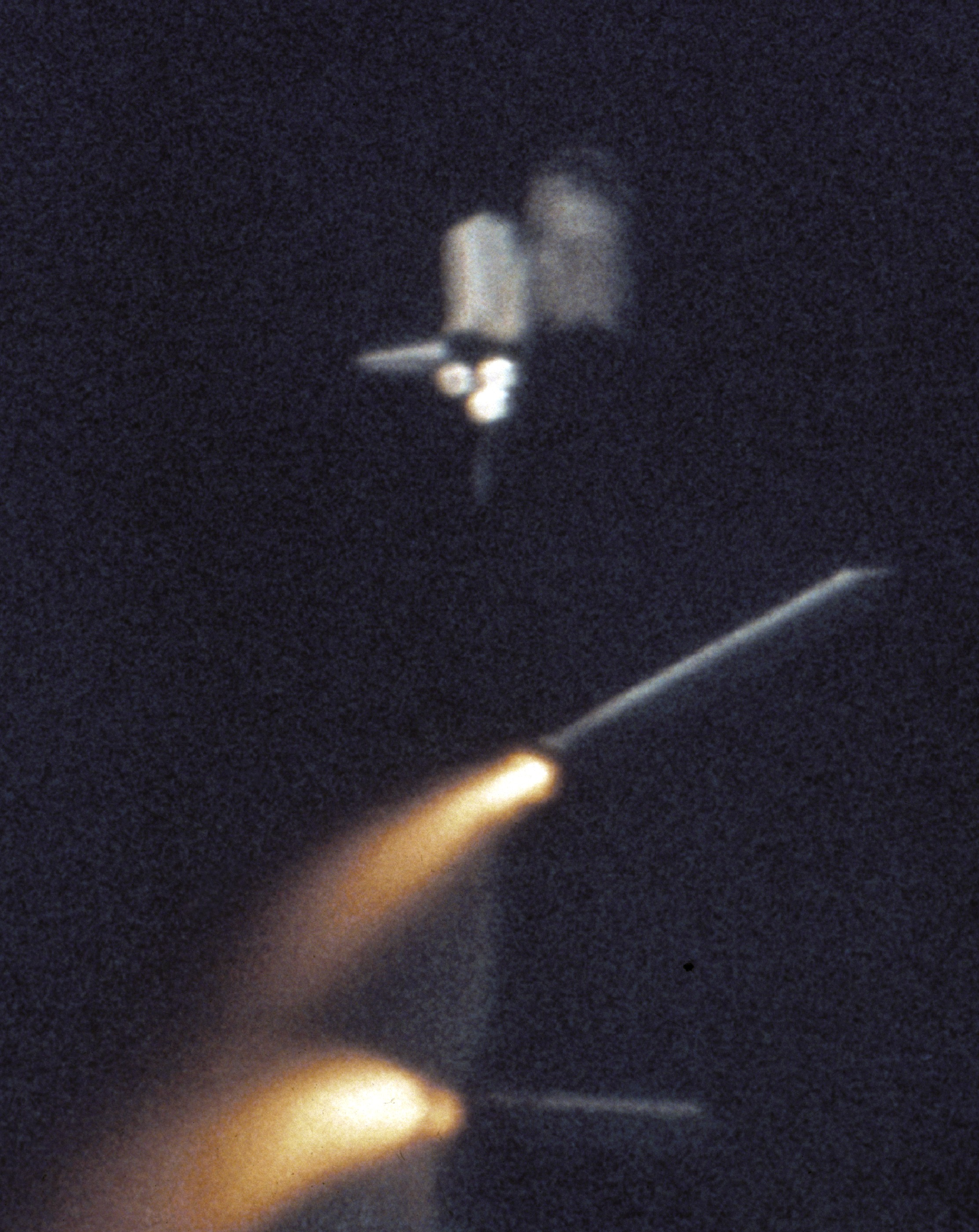
STS-1任务期间，固体助推器与轨道器分离

任务机组人员和发射控制中心工作人员在倒计时期间完成系统检查。根据预置计划，发射前20分钟和九分钟各有一次休息时间，用于解决各种问题和其他准备工作。:III–8发射九分钟前的休息时间过后，倒计时由发射控制中心的地面发射定序器自动控制，能在感应到航天飞机任何系统出现重大问题时自动中止。发射前3分45秒，发动机开始平衡环架测试并在发射前2分15秒完成。发射前31秒，地面发射处理系统将控制权移交轨道器的通用计算机。发射前16秒，通用计算机解除固体助推器保险，声音抑制系统开始把110万升水注入固体助推器和移动发射平台下的沟渠，防止轨道器在起飞时受声学能量和导流槽及移动发射平台反射的火箭排气损伤。发射前十秒，每个喷管下方的氢点火器启动，用于在点火前清除锥形喷气孔内部残留的氢气。如果这些气体没有燃掉，机载传感器可能跳闸，还可能在点火前导致航天飞机超压和爆炸。发射前9.5秒，液氢罐前阀打开，准备启动发动机。:II–186
发射前6.6秒，主发动机以120毫秒间隔依次点火。三台主发动机都要在发射前三秒达到九成额定推力输出，否则通用计算机将判定冗余集启动定序器中止，发射失败。如果三台发动机都在发射前三秒达到额定性能，下方喷嘴将转回发射角度，同时两台固体助推器都在预定发射时间点火。发射前6.6秒至3秒期间，主发动机刚刚点火但固体助推器还用螺栓固定在发射台上，抵消的推力令航天飞机向外储箱方向倾斜65厘米，然后有三秒钟时间确保航天飞机各主要部件在固体助推器点火前基本恢复垂直。倒计时结束时，用于固定助推器的八个爆炸螺栓引爆，最后的连接断开，主发动机达到100%推力同时固体助推器点火。0.23秒后，固体助推器已积累升空所需的足够推力，燃烧室压在发射0.6秒后达到最大值:II–186。此外，林顿·约翰逊太空中心在发射时开始从发射控制中心接手飞行控制权:III–9。
发射四秒后，航天飞机已升至距地面22米，主发动机推力提升到104.5%。发射约七秒后，航天飞机在距地面约110米处转为朝向地面以减轻空气应力，还能改善通信和导航方位。持续上升20至30秒、距地面约2700米时，主发动机推力降至65%到72%，在达到最大动压时减少最大空气动力。:III–8-9此外，固体助推器能通过药柱截面变化控制推力:427。通用计算机能根据固体推进器性能动态调节主发动机功率:II–187。
发射约123秒后，航天飞机距地面已有46公里，绑定固体助推器的紧固件松脱，固体助推器还会继续上升，在到达距地67公里的拱點后打开降落伞掉入大西洋，航天飞机使用主发动机继续爬升。早期任务的轨道器升空后一直朝向地面，与百慕大库珀岛的追踪站保持联络；但从STS-87开始，轨道器就在发射6分钟后回转至头部朝上，通过跟踪和数据中继卫星联络。发射7分30秒后，主发动机减少燃料供应，将轨道器加速度限制在三倍重力加速度。主发动机熄火前六秒（通常是在发射后8分30秒），推力降至67%。通用计算机控制外储箱分离，并抛弃剩余的液氧和液氢，以防进入轨道后漏气。外储箱继续沿弹道掉落并在返回大气层时解体，部分碎片落入印度洋或太平洋。:III–9–10
早期任务入轨需要两次启动轨道机动系统，第一次将轨道器抬升到远地点，第二次令轨道器沿轨道绕行。从STS-38任务开始，航天飞机直接利用主发动机到达最佳远地点，再用轨道机动系统发动机入轨。轨道高度和倾角由任务需要决定，最高的达到620公里，最低220公里。:III–10

### 轨道飞行

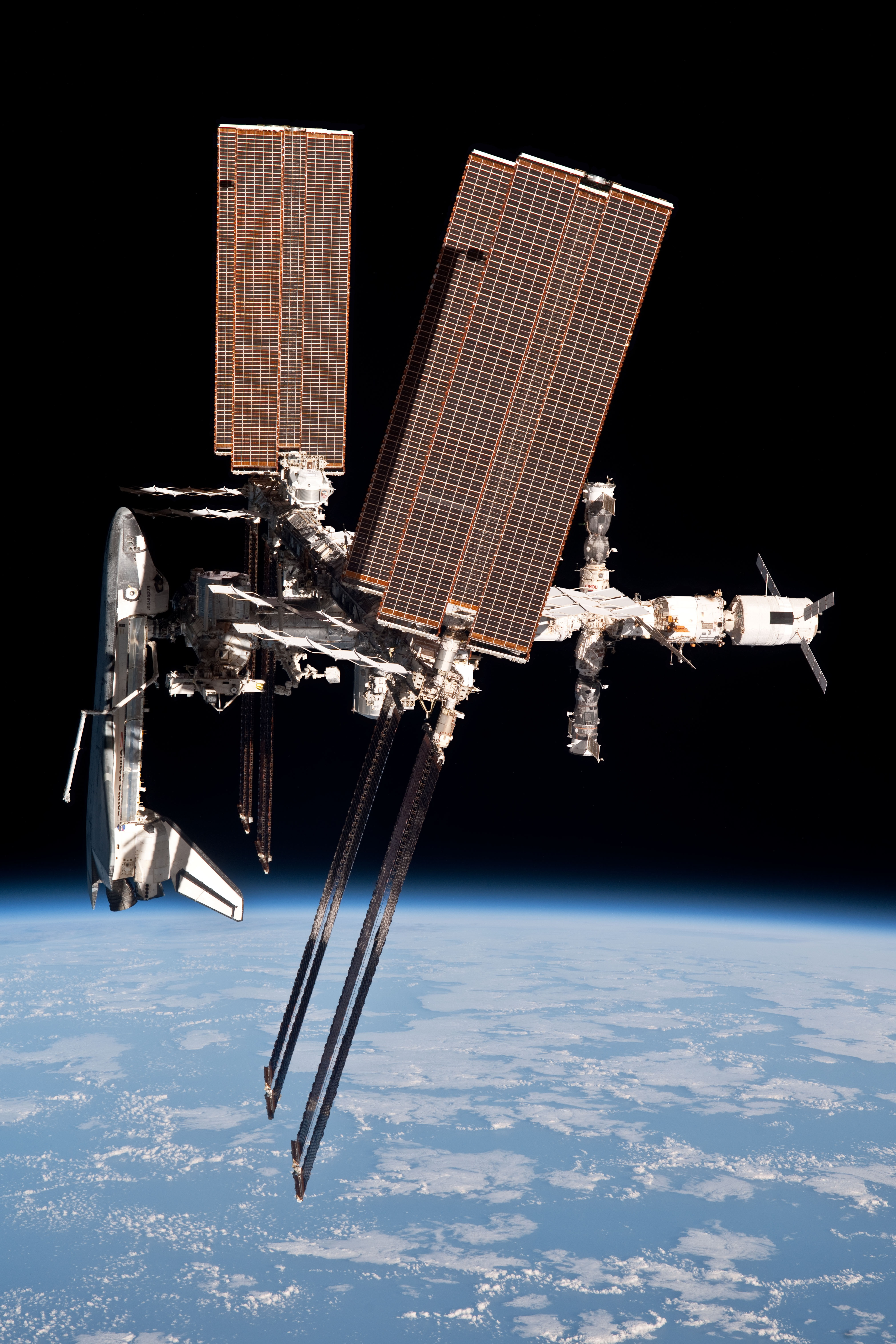
“奋进号”在STS-134任务期间与国际空间站对接

航天飞机进入的轨道由飞行任务决定。根据设计阶段的构想，航天飞机将以越来越低的发射成本部署商用或政府卫星。早期任务经常运送卫星，轨道器进入的轨道类型便由这些卫星决定。“挑战者号”失事后，许多商用货物改用三角洲2號運載火箭之类消耗型商业火箭运送。:III–108, 123虽然此后的航天飞机依然会有商用货物运送，但大部分任务已转为运输科学货物，如哈勃空间望远镜:III–148、太空实验室:434–435，以及伽利略号探测器:III–140。从STS-74开始，轨道器经常与和平号空间站对接:III–224。进入21世纪后，多架航天飞机参与国际空间站建设:III–264。大部分任务需要在轨道逗留数天乃至两星期，而且在配有延时设施时还能进一步延长时间:III–86。STS-80共持续17天15小时，是历时最长的航天飞机任务:III–238。

### 再入和着陆

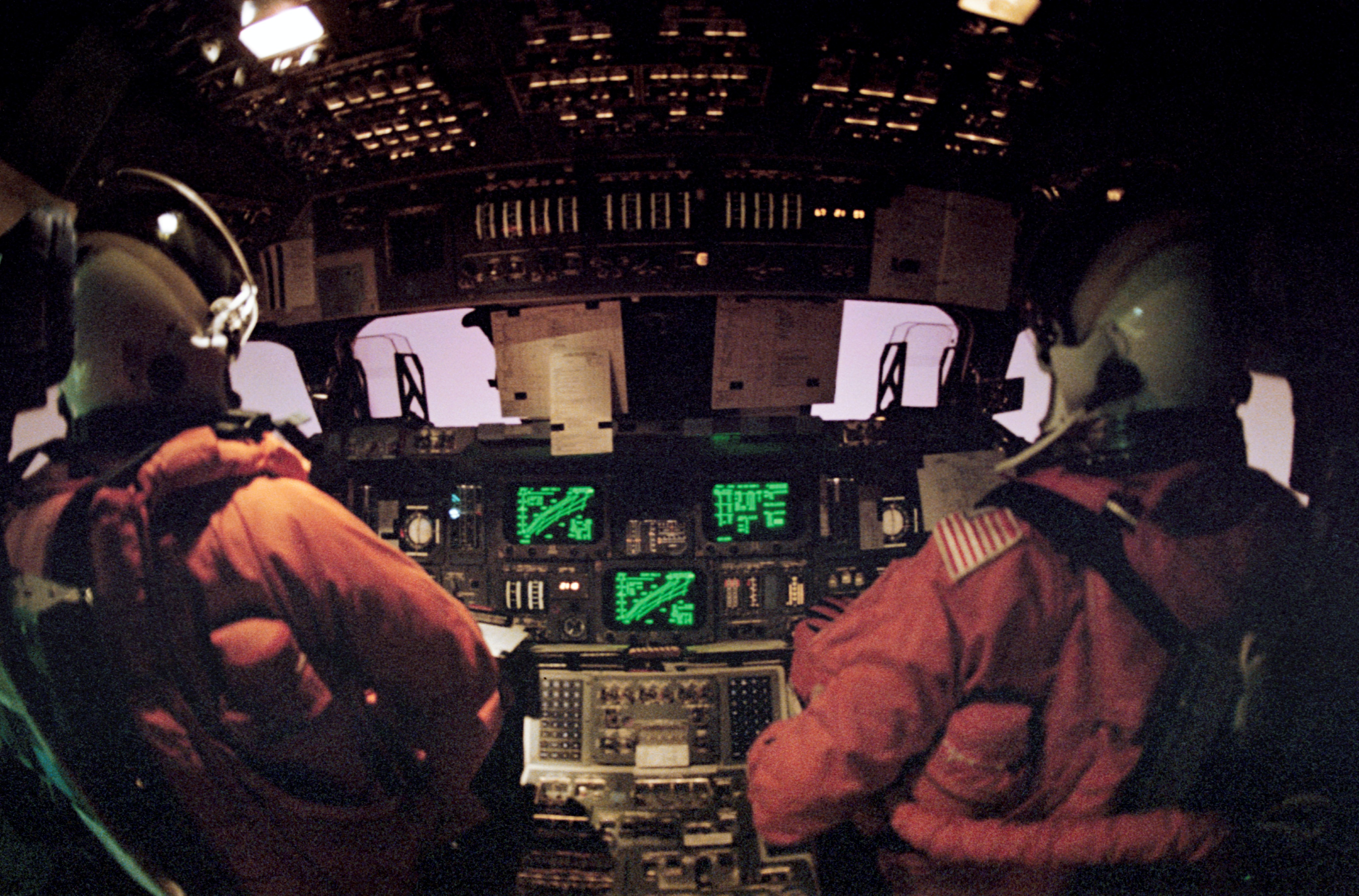
STS-42任务再入时“发现号”的飞行甲板视野

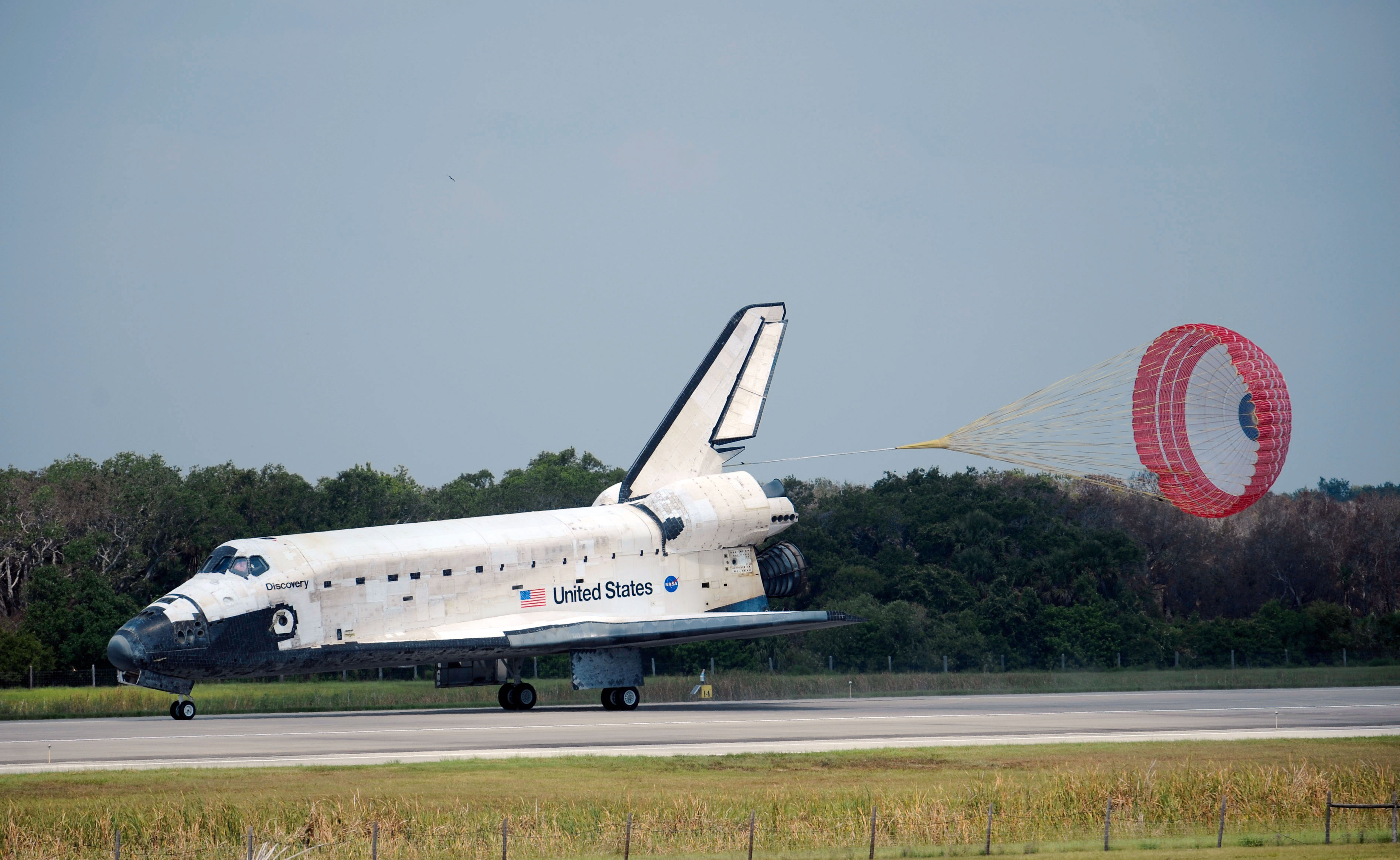
完成STS-124任务着陆的“发现号”打开减速伞

脱离轨道约四小时前，机组人员开始关闭货舱门、排放多余热量并收回Ku波段天线，为轨道器再入做准备。轨道器翻转至底面朝上，尾部优先脱轨，返回大气层前约20分钟开始启动轨道机动系统并持续两到四分钟。接下来轨道器转至头部朝前并前倾至40度攻角，前方的反推力系统排空燃料并在返回大气层前禁用。根据预先设定，轨道器会在距地120公里高空开始再入，此时速度约为25马赫。再入过程由通用计算机控制，遵循预设攻角，以防隔热系统遇到的温度太高或其他不安全情况。通用计算机还控制轨道器通过S形机动减速，仅利用横滚轴转向，从而在不改变攻角的前提下抵消多余速度。:III–12轨道器尾部的反推力系统在下降阶段禁用，进入低层大气后，轨道器副翼、升降舵和方向舵都能发挥作用。轨道器在距地46公里时打开垂尾上的空气制动器。着陆前8分44秒，机组人员启动空气数据探针，并开始把攻角降至36°。:III–12轨道器滑翔比和升阻比的最大比值随速度显著变化，范围从高超音速时的1.3提升到亚音速的4.9:II–1。轨道器朝航向校准柱飞行，这样的校准柱共有两个，距跑道中线两端均为48公里，轨道器此时最后一次调整方向，抵消多余的能量后进近并着陆。机组人员在轨道器速度降至亚音速后手动控制飞行。:III–13
轨道器在离地三千米处开始进近和着陆阶段，此时的飞机速度为每秒150米。轨道器呈-20°或-18°下滑，每秒下降51米。减速板用于保持速度稳定，机组人员在距地610米时将滑行角度调整到-1.5°。起落架在着陆前十秒放出，此时轨道器离地还有91米，滑翔速度每秒150米。最终的拉平动作将轨道器下降速度降至每秒0.9米，着陆速度根据轨道器重量不同在每秒100至150米范围。起落架着陆后，机组人员将垂尾内的减速伞放出，并在速度低于每秒72米时开始车轮制动。车轮停转后，机组人员关闭飞行控件准备离开。:III–13

#### 着陆场
位于肯尼迪航天中心的航天飞机着陆设施是航天飞机主着陆场，133次成功着陆中有78次是在这里。如果着陆条件不利，航天飞机可以推迟或在别处着陆，其中首选备用着陆场在爱德华兹空军基地，共有54次成功着陆。:III–18–20此外，“哥伦比亚号”完成STS-3任务后在新墨西哥州白沙导弹靶场着陆，但因这里的沙子富含石膏，航天飞机不得不经过大量后处理，STS-107任务失事后，“哥伦比亚号”残骸中仍然发现部分白沙靶场的沙子:III–28。选择备用着陆场后，轨道器需用航天飞机运输飞机送回卡纳维拉尔角:III–13。
除预先计划的着陆场外，还有85个商定的紧急着陆场，在遇到各种情况被迫中止任务时使用，其中58个不在美国。紧急着陆场的选定主要考虑政治关系、天气条件、需有至少2300米长的跑道，以及战术空中导航系统和测距仪设备。此外，轨道器仅配有特高頻无线电，所以他国着陆场无法直接与机组人员交流。美国东岸设施计划用于东岸中止着陆，欧洲和非洲的着陆场计划用于越洋中止着陆。这些设施大都为航天飞机紧急着陆备有设备和人员，但从未投入使用。:III–19

### 着陆后程序

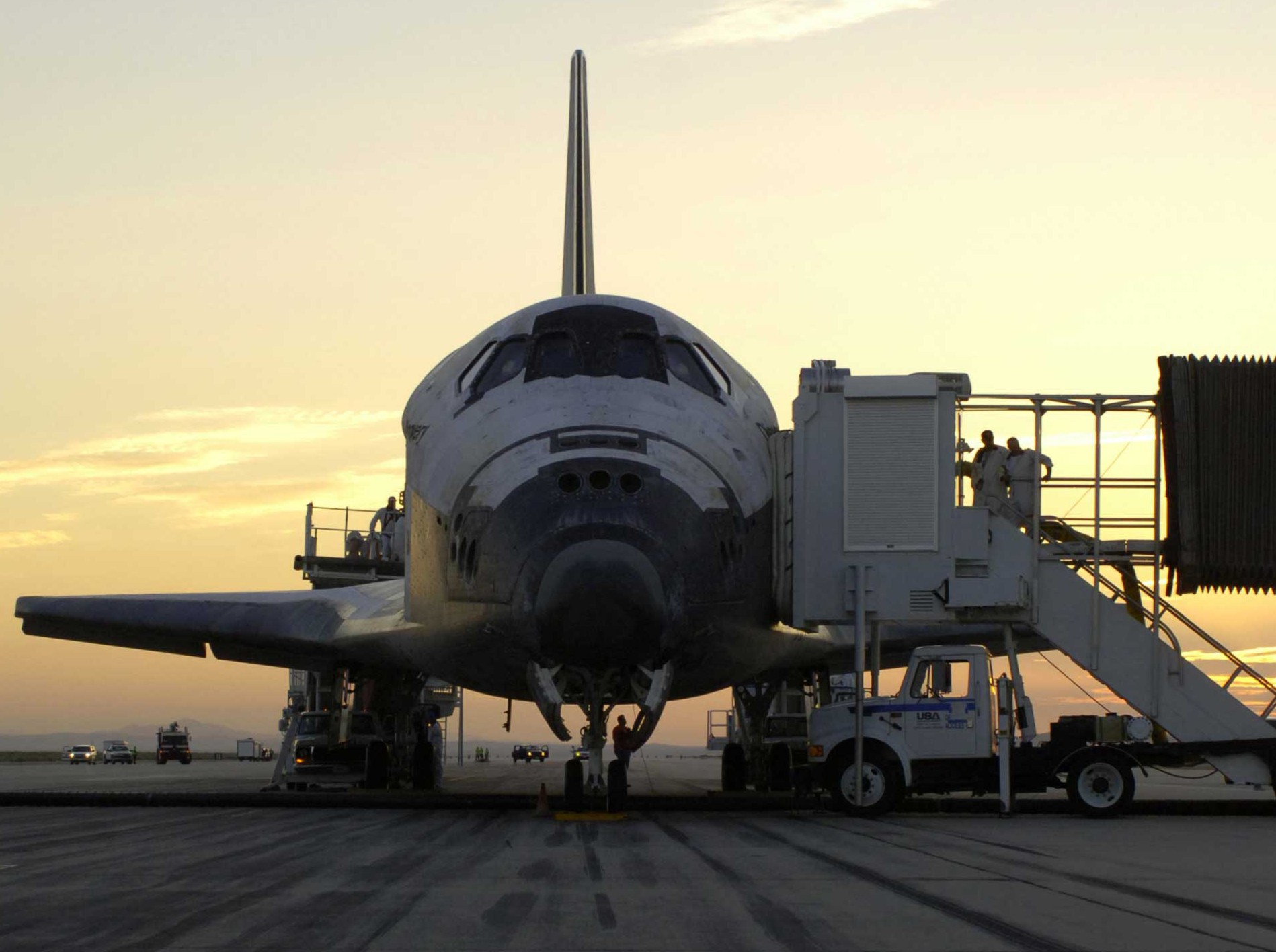
“发现号”着陆后准备转移机组人员

轨道器着陆后，地面人员靠近执行各项安全检查。人员穿戴自给式呼吸装备，检测附近氢、联氨、一甲基肼、四氧化二氮和氨含量，确保着陆区安全。现场连接空调和氟利昂管线，为人员和设备降温，消除再入产生的多余热量:III-13。飞行外科医生登上轨道器，经医学检查确定各人身体健康后才能让机组人员下机。轨道器绑好后拖到轨道器处理设施检查、维修，准备下一次任务。

## 航天飞机计划
航天飞机于1981年4月12日首飞执行第一次任务:III–24，最后一次任务在2011年7月21日完成:III–398。整个计划包含135次任务:III–398，其中133次安全返回:III–80, 304。在此期间，航天飞机实现多种功能，如科学研究:III–188，商用:III–66、军用:III–68和科学有效载荷部署:III–148，还曾参与国际空间站:III–264与和平号空间站的建设和运作:III–216。航天飞机执行任务期间是美国仅有的宇航员发射航天器，此后直到2020年5月30日才有新发射的载人龙飞船示范2号接班。

### 预算
估计航空航天局为航天飞机计划投入的预算总额为2210亿美元:III−488。开发者提倡通过可重复使用来节省成本，导致前期开发成本提高，以期换取之后每次发射的低成本。航天飞机设计第二阶段成本要比第一阶段的估算值高，航天飞机计划主任罗伯特·汤普森承认，后面设计阶段的主要目标不包含降低造价，因为降低成本会导致其他技术要求无法满足。:III−489−4901972年的开发估算预计每磅有效载荷的成本为1109美元，但即便不考虑航天飞机研究和发展开支，实际每磅有效载荷的成本也高达3万7207美元:III−491。每次发射的成本各不相同，不但取决于飞行频率，还受航天飞机计划期间研究、发展和调查程序的显著影响。1982年，航空航天局公布的估算值为每次飞行2.6亿美元，但估算标准是每年飞行24次并持续十年。1995至2002年间，国际太空站和轨道器都没有建造，而且也没有事故及后续的搜救工作，但平均每次发射的成本仍达8.06亿美元。1999年，航空航天局公布研究结果，如果每年发射七次，则平均每次的成本在5.76亿美元。2009年，航空航天局确定每年一次发射的成本为2.52亿美元，表明人员和任务开支在航天飞机计划中占大头，与发射频率基本无关。从整个航天飞机计划预算来看，平均每次发射耗资16.42亿美元。:III−490

### 灾难
1986年1月28日，计划执行STS-51-L任务的“挑战者号”因右侧固体助推器故障在发射73秒后瓦解，机上七名宇航员全部丧生。固体助推器各段箱体的密封对任务安全至关重要，但用于密封的O形环在低温下失效，导致高温燃烧气体从助推器之间逸出，烧穿旁边的外储箱，最终导致轨道器解体。:71设计工程师曾一再警告，没有足够证据表明O形环在温度低于12°C时仍能保证密封效果，但被航空航天局高管置若罔闻:148。
2003年2月1日，即将完成STS-107任务的“哥伦比亚号”在返回大气层时解体，七名机组人员全部遇难，事故主要原因是机翼前缘的碳纤维强化碳质复合材料在起飞时受损。地面控制工程师先后三次要求国防部提供高分辨率照片，用于了解损伤程度，同时航空航天局首席隔热系统工程师要求安排“哥伦比亚号”机组人员到舱外检视破损情况。但是，航空航天局高管介入阻止国防部提供轨道器图像，同时拒绝安排太空行走:III–323；航空航天局高管也没有考虑出动“亚特兰提斯号”派宇航员修理“哥伦比亚号”或营救机上人员。

### 批评
航天飞机在开发初期就包括部分可重复使用的主要设计要求:164。为确保轨道器安全返回并可再利用，技术决策削减每次发射的有效载荷能力，希望能降低单次发射成本，进而提高发射频率。但是，航天飞机发射的实际成本远超预估，飞行频率也远远没有达到航空航天局每年24次的初步预测。:III–489–490航天飞机最初打算用作部署卫星的发射航天器，“挑战者号”失事前也的确如此。航空航天局的定价低于一次性使用发射航天器，而且低于实际成本，本期望通过大量执行航天飞机任务弥补早期经济损失。但随着一次使用运载火箭的改善，以及“挑战者号”失事导致许多商业货物改用一次使用运载火箭运送，最终卫星布署也开始以一次使用运载火箭为主。:III–109–112
“挑战者号”和“哥伦比亚号”的惨剧表明航天飞机存在安全隐患，可能导致人员丧生。轨道器采用太空飞机设计，导致遇到紧急状况时的中止手段有限，因为中止任务后还需控制轨道器飞行并在跑道着陆，或是机组人员单独离开轨道器，不像阿波罗太空船和联盟号宇宙飞船那样拥有发射逃逸系统等多种逃生手段。航空航天局工程师和管理人员早期的安全分析结果称，发生重大事故导致人员伤亡的几率在前一百次发射期间仅有十万分之一。两架航天飞机失事后，初始任务风险经过重新评估，重大事故导致人员丧生或轨道器损毁的几率高达一比九。外界谴责航空航天局管理层为提高任务频率不惜以加大机组人员人身安全风险为代价。“挑战者号”和“哥伦比亚号”的事故报告都表明，航空航天局存在不能客观评估任务潜在风险以确保机组人员安全的文化。

### 退役

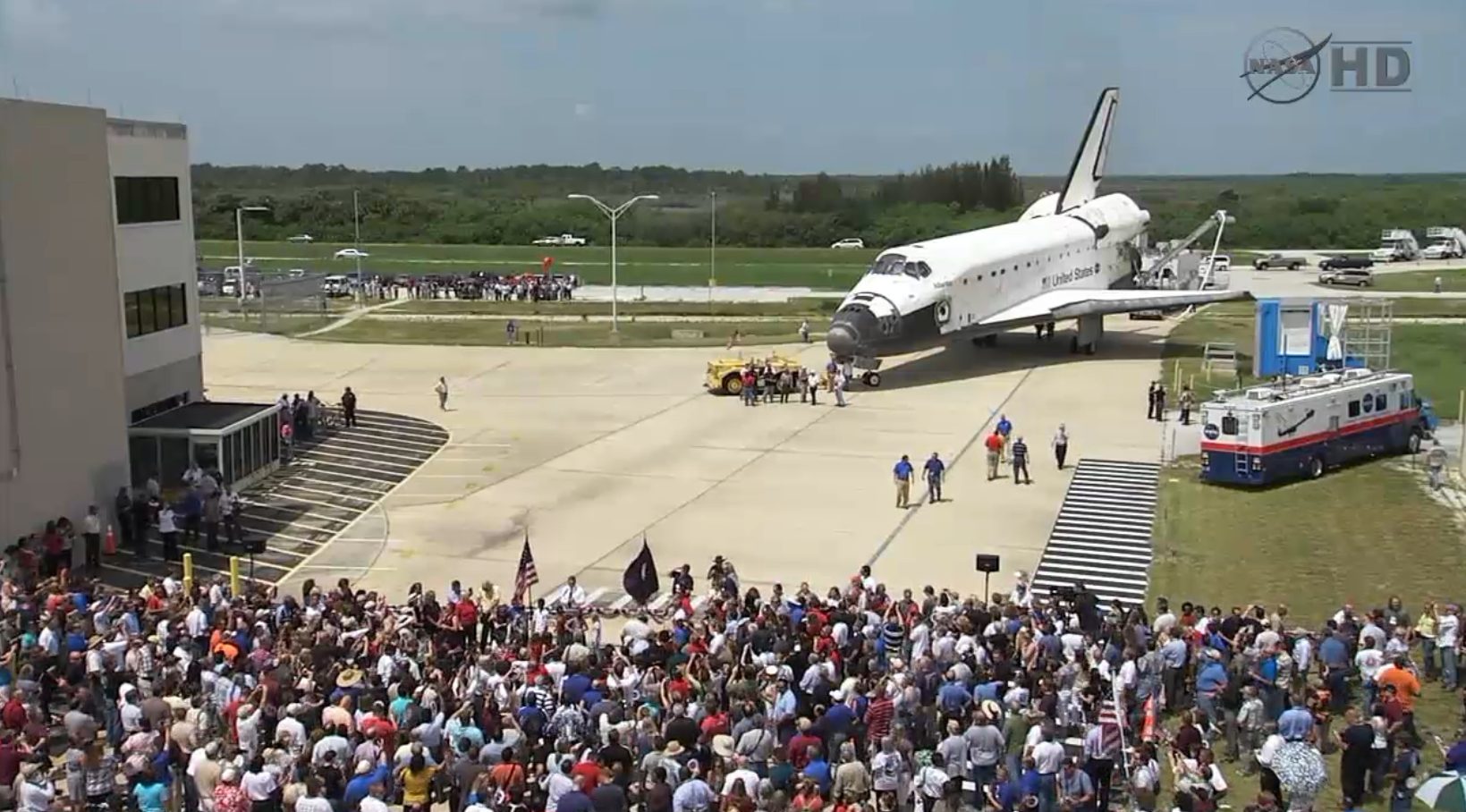
完成最后一次着陆的“亚特兰提斯号”

航天飞机退役计划在2004年1月公布:III-347，乔治·沃克·布什总统通过太空探索展望呼吁在完成国际空间站建设后将航天飞机退役。为确保国际空间站妥善装配，参与建设各方于2006年3月确定接下来还需要16次装配任务:III-349。2006年10月，航天飞机再增加一次哈勃空间望远镜维护任务:III-352。根据原有计划，STS-134是最后一次航天飞机任务。但因“哥伦比亚号”失事，航空航天局开始安排更多的轨道器进入发射准备状态，以便在发生紧急情况时执行救援任务。2010年9月，就在“亚特兰提斯号”为最后一次按需发射准备期间，航空航天局决定装载四名机组人员的STS-135任务为最后一次航天飞机任务，如果遇到紧急情况，机组人员可以留在国际空间站:III-355。2011年7月8日，“亚特兰提斯号”最后一次起飞，并在12天18小时后于协调世界时2011年7月21日上午9点57分在肯尼迪航天中心着陆，为航天飞机的三十余年历史划上句点:III-398。此后美国连接多年依靠俄罗斯联盟号宇宙飞船运送宇航员，直至2020年5月30日载人龙飞船示范2号发射为止。
每个轨道器完成最后一次飞行后都经过处理，能够安全展示。轨道机动系统和反推力系统使用的自燃推进剂对人体有毒，是轨道器展示的主要风险来源，两系统的绝大部分零件均已永久移除，防止任何危险排气的可能。:III-443“亚特兰提斯号”放在肯尼迪航天中心游客中心展出:III-456，“发现号”在史蒂文·乌德沃尔哈齐中心展览:III-451，“奋进号”在加州科学中心展示:III-457，“企业号”在无畏号海、空暨太空博物馆:III-464展出。轨道器部件转送美国空军、国际空间站计划，以及俄罗斯和加拿大政府。发动机拆除并用在太空发射系统，但为展示美观考虑，轨道器上附有主发动机后备喷嘴。:III-445

## 流行文化
航天飞机及各种虚构变体在多部电影中扮演重要角色。1979年的詹姆斯·邦德系列电影《鐵金剛勇破太空城》讲述英国借用的航天飞机被盗。1986年电影《突破二十五马赫》讲述“亚特兰提斯号”意外发射升空，机上的美国太空夏令营师生不得不充当机组人员。2013年电影《地心引力》虚构“探险家号”航天飞机执行STS-157任务，但因遭遇轨道上高速飞行的太空垃圾导致机毁人亡。樂高推出航天飞机模型。飞行模拟器和太空飞行模拟器游戏中同样可见航天飞机的身影，如《微软太空模拟器》、《轨道器》和《航天飞机任务2007》。美国邮政署已发行多种描绘航天飞机的邮票，其中首枚于1981年面世，现在国家邮政博物馆展出。